# The Last of Us Part II
『The Last of Us Part II』（ザ・ラスト・オブ・アス パート・ツー）は、ノーティードッグが開発しソニー・インタラクティブエンタテインメントより2020年6月19日に発売されたPlayStation 4用ゲームソフト。
本作は「Golden Joystick Awards 2020」、「The Game Awards 2020」にてゲーム・オブ・ザ・イヤーを受賞した。
2024年1月19日には、リマスター版である『The Last of Us Part ll Remastered』が PlayStation 5向けに発売された。

## 概要
『The Last of Us』の続編。謎の寄生菌による感染拡大によって文明の崩壊したアメリカで、父親のような存在だったジョエルを喪ったエリーが、ジョエル殺害の実行犯であるアビーに復讐を果たそうとする物語となっている。
前作は「娘を失って失意に生きるジョエルが、愛情を取り戻すまで」をテーマにしていたが、本作では「ジョエルを失って憎しみに捉われたエリーが、復讐を遂げるまで」が描かれる。同時に、ジョエルによって父親を殺されたアビーの復讐の物語でもある。本作のテーマを一言で表現すれば『復讐の連鎖』であり、本作のタイトルを意訳すれば『2人の復讐の末路』である。
エリーとアビーはそれぞれ最愛の人を失ったことから「憎しみ」に捉われており、復讐の対価として取り戻すことのできない多くのものを失った末に、この復讐をやり遂げるかどうかの選択を迫られる。
主人公が2人となり、ディスク2枚組ということもあって、前作の2倍のボリュームとなっている。類似するジャンルの他作品と比較しても、本作品は突出してボリュームが増えている。

## ゲームシステム
本作ではプレイヤーキャラクターを操作する中で、寄生菌に寄生された感染者と戦っていく。また、前作に比べ人間との戦いも多くなっている。移動、昇り降り、ジャンプといった動作が元々あったが、本作からは匍匐前進ができるようになった。
また、戦闘中は相手の攻撃を躱すコマンドも存在する。接敵した状態からだと相手の口を塞いだり、止めを刺すことができるなど、より幅広い戦闘を楽しむことができるようになった。

### リマスター版
DLCによる追加ストーリーなどは当初は存在しなかったが、2024年1月19日に『The Last of Us Part II Remastered』が発売された。オリジナル版の所有者は、1,190円でPlayStation 5版へアップグレードが可能となっている。
基本的に本編での追加要素・追加エリアなどはないが、より高精細なグラフィックになるよう再調整がなされた。また、ストーリー本編では没となったエリアを「開発スタッフの音声ガイド付き」でプレイすることができるコンテンツが収録されている。また、オリジナル版で好評だった「ギター演奏モード」も追加されている。
それに加え、リマスター版の新コンテンツとして「No Return」モードを導入。ゲームをやる度に「マップ」「ルール」「敵の種類」「得られる報酬」などが全て異なるなど、ローグライク風のゲームシステムを実現しており、本編よりも敵が積極的に襲い掛かってくるなど、本編をやりこんだプレイヤー向けの高難易度なゲームシステムとなっている。
リマスター版発売後の2024年2月3日、ノーティドッグは今作の開発を記録したドキュメンタリー映像「Grounded II: Making The Last of Us Part II」を公開した。開発が始まった2016年から映像記録は始まっていたが、新型コロナの感染拡大によって記録が中断され未編集のままになっていたものを、今回新たな収録を加え公開に至った。このドキュメンタリー映像は日本語字幕にも対応している。さらに、ニール・ドラックマンのインタビューでは、「Part lll」の制作も示唆されている。

### マルチプレイの開発中止
なお、前作のようなマルチプレイについては、フランチャイズの『The Last of Us Online』（仮称）として開発が進んでいたようであるが、2023年12月15日に公式から開発中止が発表された。その結果、マルチプレイの制作で作られた資産の多くは、「No Return」モードに移行して引き継がれることになった。
マルチプレイの中止理由について、同企画は『The Last of Us Part II』制作中から進めており、満足の行くコンセプトに至ったものの、スタジオの今後に影響を与えかねない非常に大掛かりなものとなったという。限られた人材と資産を「オンラインゲームに割り振るか」「オフラインゲームに集中させるか」という選択に迫られ、本格的に開発移行する前に再検討が行われ、開発中止の結論となった……との説明がなされた。

## ストーリー

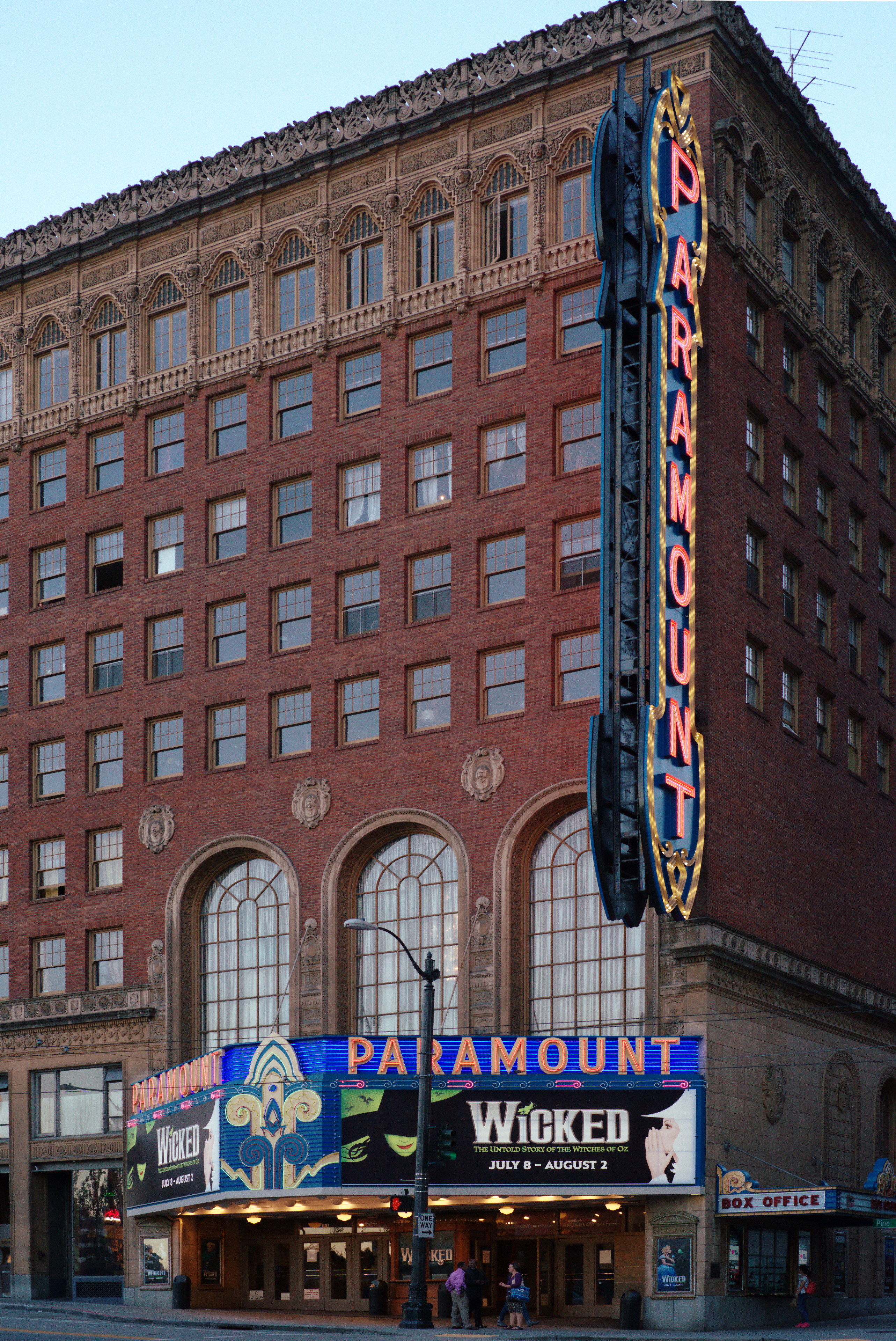
本作で登場する劇場のモデルとなった、シアトル最古の劇場・パラマウント・シアター (シアトル)。

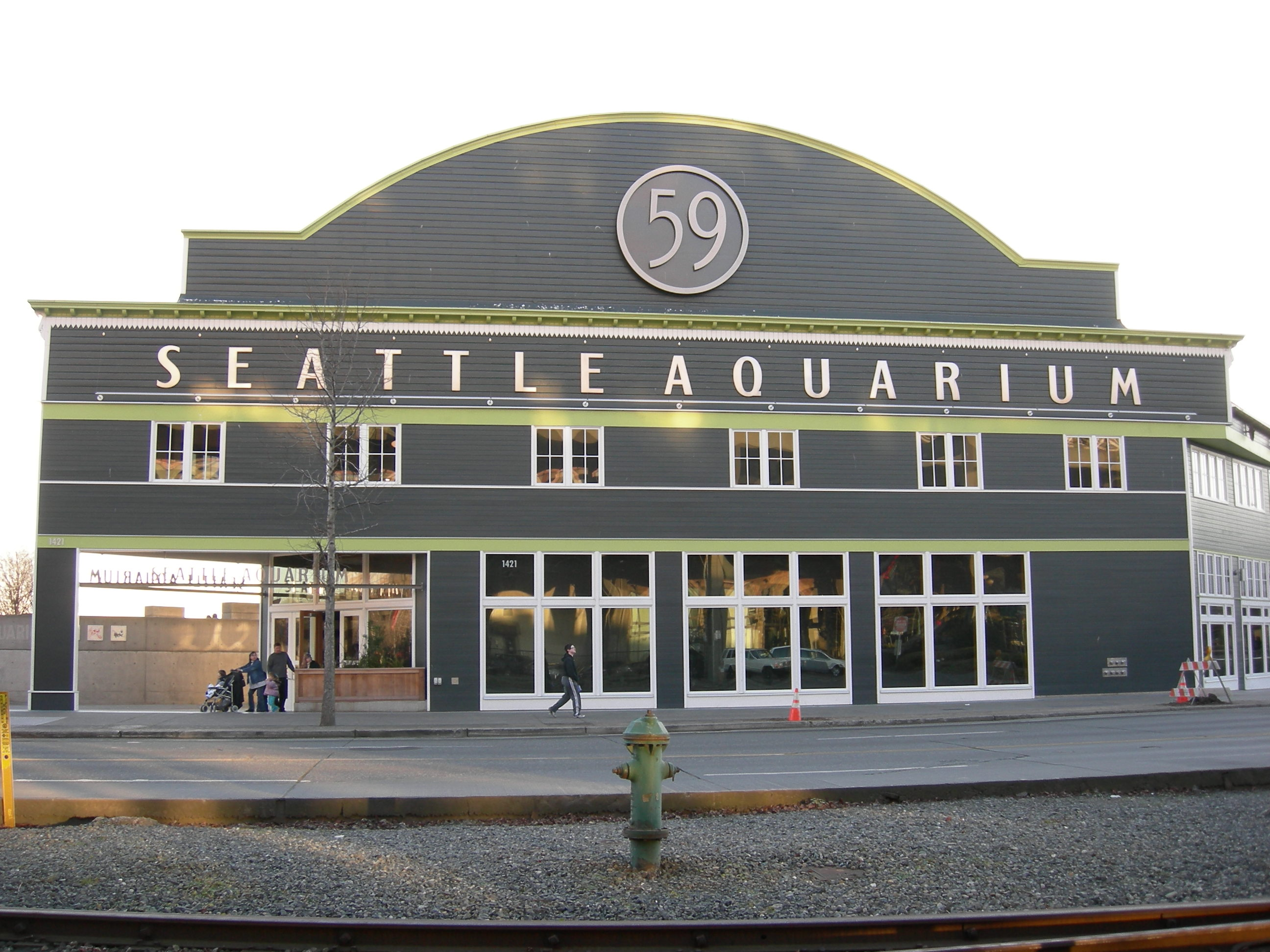
デザインや名称やロゴなどはやや異なるが、本作で登場する水族館のモデルとなったシアトル水族館。

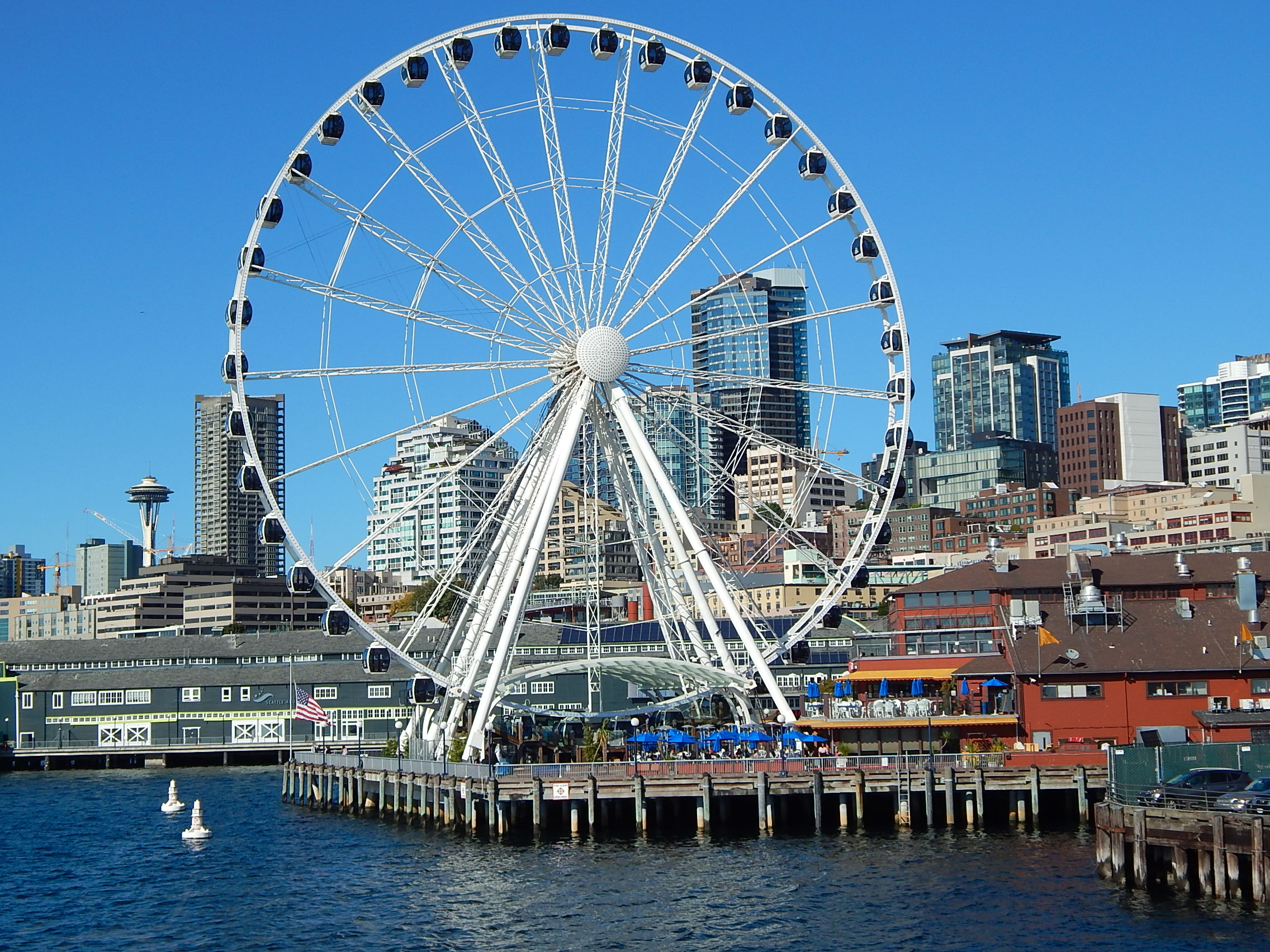
実際にシアトル水族館の隣にある、本作で登場する観覧車のモデルとなったシアトルグレートホイール。

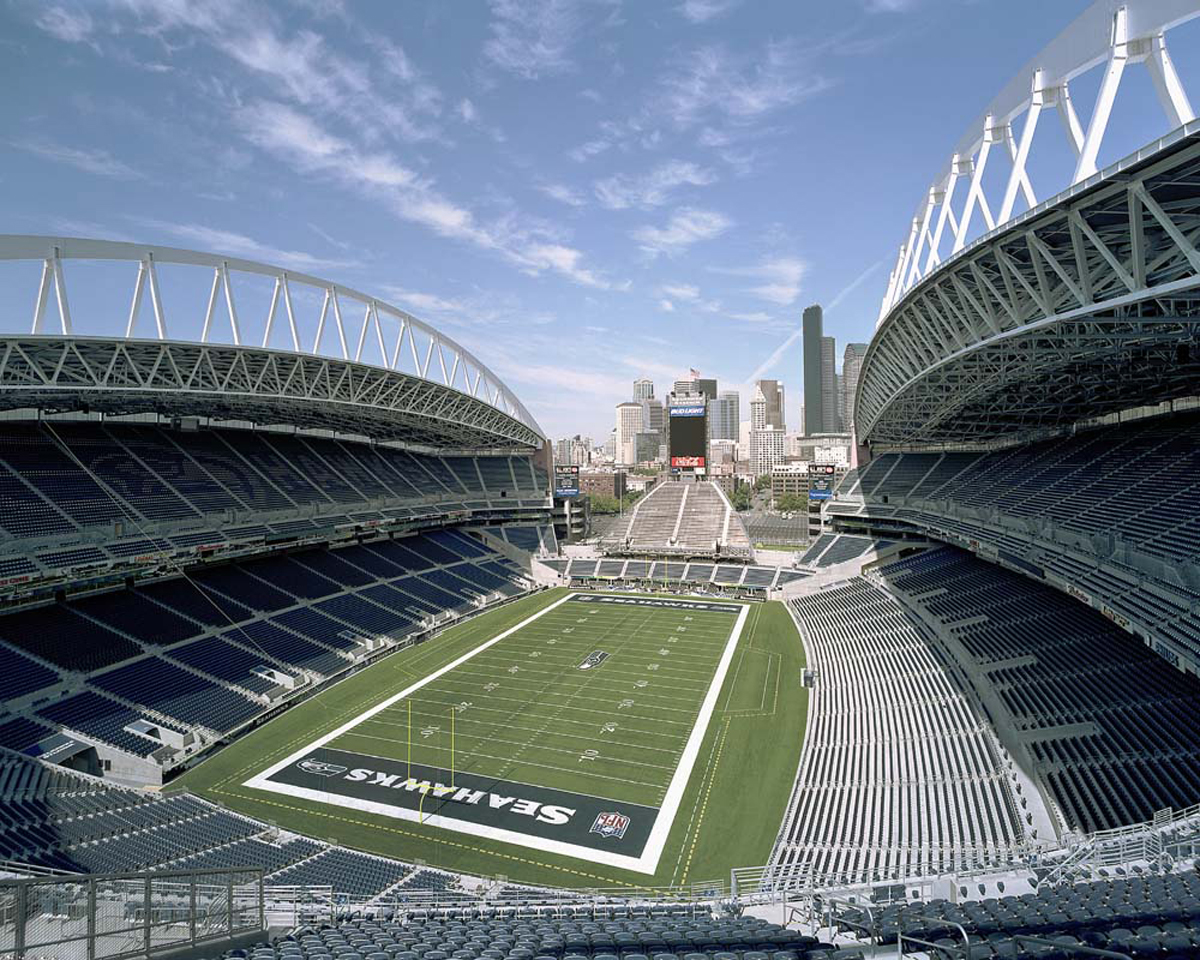
アビー編にて登場したスタジアムのモデルとなった、ルーメン・フィールド。

本作は序盤まではジャクソン、中盤から後半にかけてはシアトル、終盤はサンタバーバラが舞台となっている。主にエリーの視点と敵対するアビーの視点、2つの視点から物語が進んでいく構成となっている。

### ジャクソン
前作から5年後の世界（2038年）。19歳に成長したエリーは、ジョエルと共に彼の弟であるトミーとその妻のマリアが運営するジャクソン（前作のダム周辺）コミュニティを永住の地として、隔離地域やほかの居留地よりも比較的安全な環境で生活してきた。
エリーは、感染者や略奪者などを警戒するための巡回のために、友人のディーナと共にジャクソンを出発する。その最中、友人のジェシーが、ジョエルとトミーの安否が不明であることを知らせにくる。3人で手分けして捜索をすると、エリーは明かりのついた建物を発見する。その地下の扉を開けると、そこには謎の男女グループと、気絶したトミー、拷問の果てに瀕死となったジョエルの姿があった。
彼らは前作で免疫を持つエリーを処置しようとして、ジョエルに殺されたアンダーソン医師の娘アビーを中心としたグループであり、仲間を殺害してファイアフライを壊滅させたジョエルへの復讐のために、ジャクソンまで足を延ばしていた。エリーは彼らに抵抗するものの、取り押さえられた挙句、ジョエルの死を目の当たりにすることになる。
その後、エリーは彼女らへの復讐を誓い、グループがいると思われるシアトルへ向かうことを決心する。

### シアトル
シアトルでの3日間をエリーの視点とアビーの視点で進行していく。

#### エリー視点
1日目
エリー一行はアビーたちへの復讐のために、ディーナや馬のキラリと共に長い時間をかけてシアトルへとやってきた。既に単身で到着しているトミーを探して、爆撃で廃墟となったダウンタウンを捜索するが、トミーはセレベナホテルで復讐ターゲットの一人であるニックを拷問して殺害していた。
移動中、道路に仕掛けられていた地雷によってキラリを殺され、エリーは拘束されるが、ディーナの援護により復讐ターゲットのジョーダンをナイフで首を突き刺して殺害する。トミーはテレビ局へと向かったことが分かり、エリー達はそこへ向かうが、復讐ターゲットの女性リアが、トミーと思われる人物に弓矢で殺害されていた。
廃墟となった地下鉄構内に追いつめられたエリー達は、新型の感染者シャンブラーに遭遇するも撃退。その後、エリーのマスクが壊れてしまい、エリーに免疫があることをディーナに知られてしまう。地下から脱出したエリー達だったが、ディーナの体調が悪化して妊娠が原因であると打ち明けられ、エリー達は劇場を拠点にすることになる。
2日目
WLFの無線を傍受したエリーは、彼らのいる住宅街ヒルクレストへと単独潜入することになる。だが、トミーらの襲撃を警戒したWLFは、「軍用犬」を用いた迎撃部隊を配備する。WLFに追われて絶体絶命に陥ったエリーの前に、ジェシーが合流。なんとか包囲網を突破して、いったん劇場へと帰還する。
日没後、WLFがいるという病院へ向かったエリーは、クリッカーの集団に襲われて下水道に落とされ、パイオニアスクエア駅前の密林地帯となった公園で、口笛で合図を送りあう集団・スカーと交戦することになり撃退する。
WLFが制圧している病院に潜入したエリーは、ゲーム好きの女性WLF隊員 ホイットニーの首をナイフで突き刺して殺害。さらに、そこで復讐ターゲットの一人である黒人女性ノラを追いつめたエリーは、「友達を売るつもりはない」と告げるノラを鉄パイプで殴り、アビーの場所を吐かせたのちに殺害する。ノラへの拷問によって、アビーが水族館にいることが明らかになる。
3日目
妊娠したディーナのためジャクソンへと戻る必要があったが、「ジャクソンへ戻るにはトミーとエリーも一緒じゃないと駄目」だという結論に至り、エリーとジェシー達はトミーの行く先を先回りして、水族館へと向かうことになる。だが途中で、ボートで行くかどうかを巡って意見が分かれ、ジェシーは別行動で向かうことになる。
地球温暖化によりシアトル沿岸部は水没しかけており、スカーの集団やブローターとの熾烈な戦闘を潜り抜け、小型ボートを使ってなんとか水族館に辿り着く。そこで、襲い掛かってきた軍用犬アリスを殺し、オーウェンとメルに復讐を果たした後、駆け付けてきたトミー、ジェシーと合流する。
アビーへの復讐が果たせていないながらも、妊娠したディーナを思いジャクソンへ戻る計画を立てていたが、突如劇場にアビーが現れ、トミーを打ちのめし、ジェシーが殺され、エリーは窮地に追い込まれてしまう。

#### アビー視点
ジョエルへの復讐を遂げたものの、心に負った傷を癒すことができないアビーだったが、セラファイトであるヤーラとレブに出会い、共に過ごしていくことで、次第に心のありようが変わっていく様子が描かれている。
1日目
シアトルへと戻ってきてしばらくたったアビーは、WLFの基地に着いた際、ノラから「オーウェンがWLFから無許可で離脱しようとしてダニーを殺害したこと」を聞く。さらに、WLFの司令官アイザックから、数日のうちにくる嵐に紛れて、セラファイトの拠点である島に上陸し、壊滅させる計画を聞く。
オーウェンの行方を捜すため、マニーの協力もあって基地を抜け出したアビーは、オーウェンがいると思われる水族館へと向かう。だが、その途中でセラファイトに遭遇して交戦することになり、捕まってしまう。
処刑される直前に、セラファイトの子供で左腕をハンマーで折られた姉のヤーラと、少年の出で立ちをした妹のレブに助けられ、二人を助けつつも襲いかかる感染者から逃走することになる。ヤーラの応急手当を済ませて二人と別れた後、コンテナ置き場や遊覧船などで感染者と交戦しながら、水族館でオーウェンを見つける。
2日目
命の恩人であるレブとヤーラが気にかかるアビーは、『コンパートメント症候群』になったヤーラの手術のために、近道を知っているレブと共に、病院にある医療道具を取りに行くことになる。
セラファイトのいる高層ビルを登っていき、高所恐怖症のアビーはビル同士を繋いだ鉄骨の上を渡りきる。そして再び、別の高層ビルを下りながら感染者の群れと交戦して、なんとか下まで降りて病院付近まで辿り着く。
脱走したことがアイザックにバレて拘束されたものの、ノラにより解放されたアビーは物資の残された地下の手術室へと向かう。だが、病院の地下には、複数の感染者が融合したラットキングと呼ばれる新種の個体が待ち構えていた。ラットキングを何とか撃退し、手術キットを手に入れたアビーは、ヤーラの命を救うことに成功する。
3日目
レブが母親に会いにセラファイトの島へと向かってしまったため、ヤーラとともに島へと向かいレブを連れ戻しに行く途中、マニーがトミーに殺害されてしまう。ヤーラの援護により、トミーは海に落下。アビー達はボートで、セラファイトの島へと向かう。
島に潜入してレブを見つけるが、レブは母親と争い殺してしまっていた。脱出の際にWLFに見つかり、アビー達を助けようとしたヤーラがアイザックを射殺して死んでしまう。すべての装備を失い満身創痍になりながらも、レブとともに水族館へと帰還する。
しかし、水族館にはエリーの復讐によって無残な姿となった、メルとオーウェンの姿があった。アビーはエリーが落としていった地図を手掛かりに、エリー達が拠点としている劇場へ襲撃し、トミーを打ちのめしてジェシーを殺害、エリーと劇場裏で死闘を演じて叩きのめし、乱入したディーナの首をかき切ろうとするが、レブが止めたため苦渋の決断の末にエリー達を見逃す。

### サンタバーバラ
エリー視点
月日が流れ、アビーから見逃されたエリーは、ジェシーとディーナの子供 J.J.とともに幸せな家庭を築いていた。しかし、同時に未だにジョエルの襲撃の時のことが頭をよぎり、様々なトラウマを抱えて眠れない日々も続いていた。
そんなある日、トミーが訪れてきて「アビーがサンタバーバラにいる」という新たな目撃情報をもたらす。今の幸せを壊したくないエリーは一度は断ったが、すべてを終わらせるためにディーナたちを置いてサンタバーバラへと向かう。
アビー視点
時は少し戻り、アビーとレブはオーウェンの船を使い、ファイアフライの元メンバーを探すためにサンタバーバラへとやって来ていた。かつて常駐していたであろう基地を見つけ、『ファイアフライの生き残り』と連絡をとって新たな情報を得るも、何者かの襲撃に遭って拘束され、そのまま連れ去られてしまう。
エリー視点
エリーはサンタバーバラに到着し、アビーとレブが乗っていた船を見つける。彼女らがラトラーズと呼ばれる武装グループに捕らわれていることを知ったエリーは、アビーに復讐を遂げるためラトラーズの本拠地に単身で乗り込み、感染者に噛まれたり腹部に傷を負いながらも壊滅させる。
本拠地から離れた海岸で、エリーは磔にされているアビーとレブを発見する。アビーを解放したエリーに、アビーは「もう争いは止めたい」と許しを乞う。しかしエリーが、ナイフでレブの命を奪うと脅したことから、2人の戦いが始まる。エリーは左の指を2本食いちぎられ、最後にはアビーの首を締めて海中で溺死させようとするも、エリーはジョエルのことを思い出し、寸前でアビーを見逃すことを選択する。
エピローグ
ディーナの家に戻ったエリーだったが、既にディーナとJ.J.の姿はなかった。残されたギターを弾こうとするが、アビーとの戦いで2本の指の一部を失ったエリーには、ギターを奏でることはできなかった。ジョエルとの思い出を胸に、エリーはギターを置いて家を離れどこかへ向かうのであった。

## 登場人物

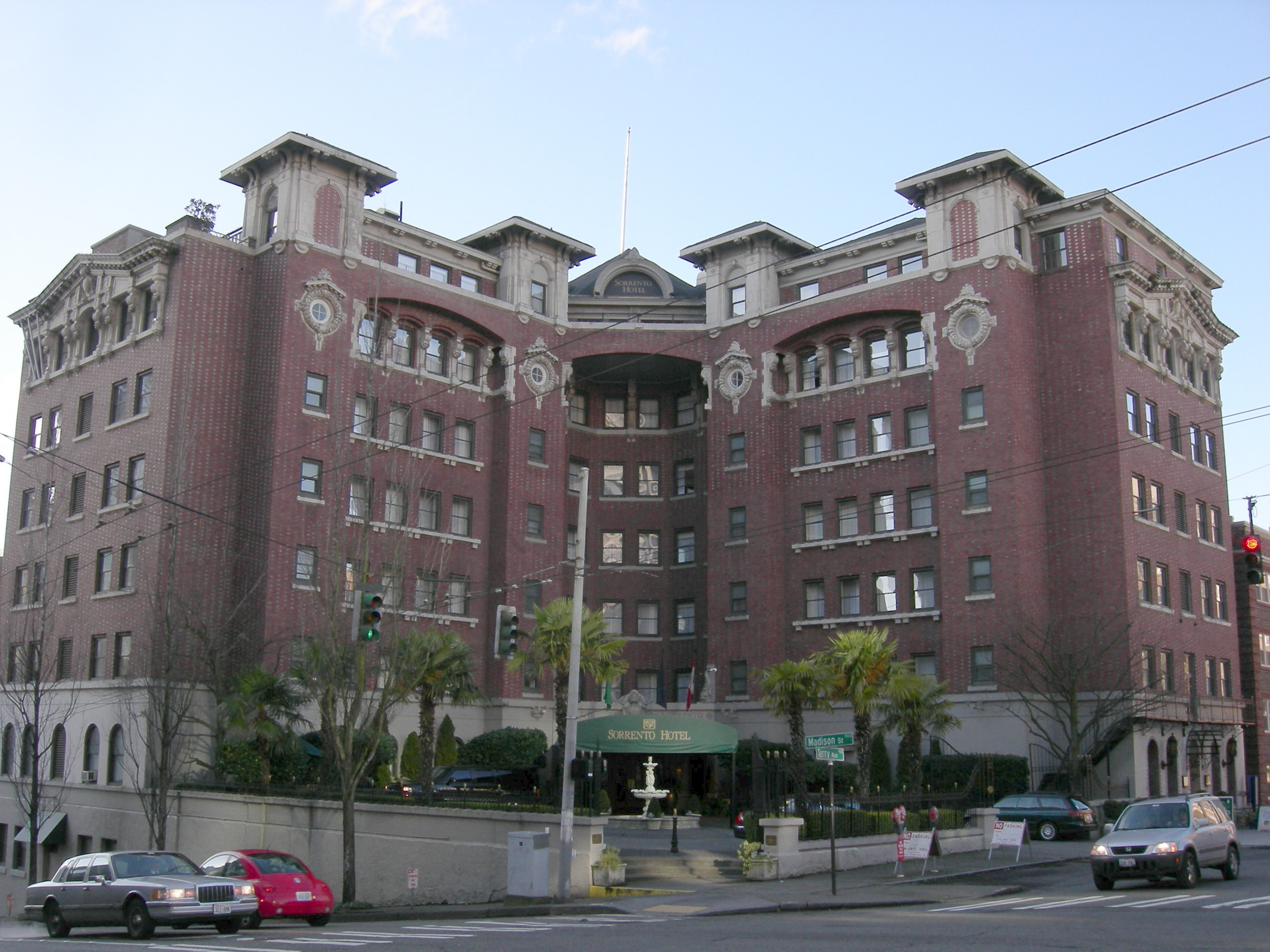
エリー編のオープンワールドのマップ前後に登場した、セルベナホテルのモデルとなったソレントホテル

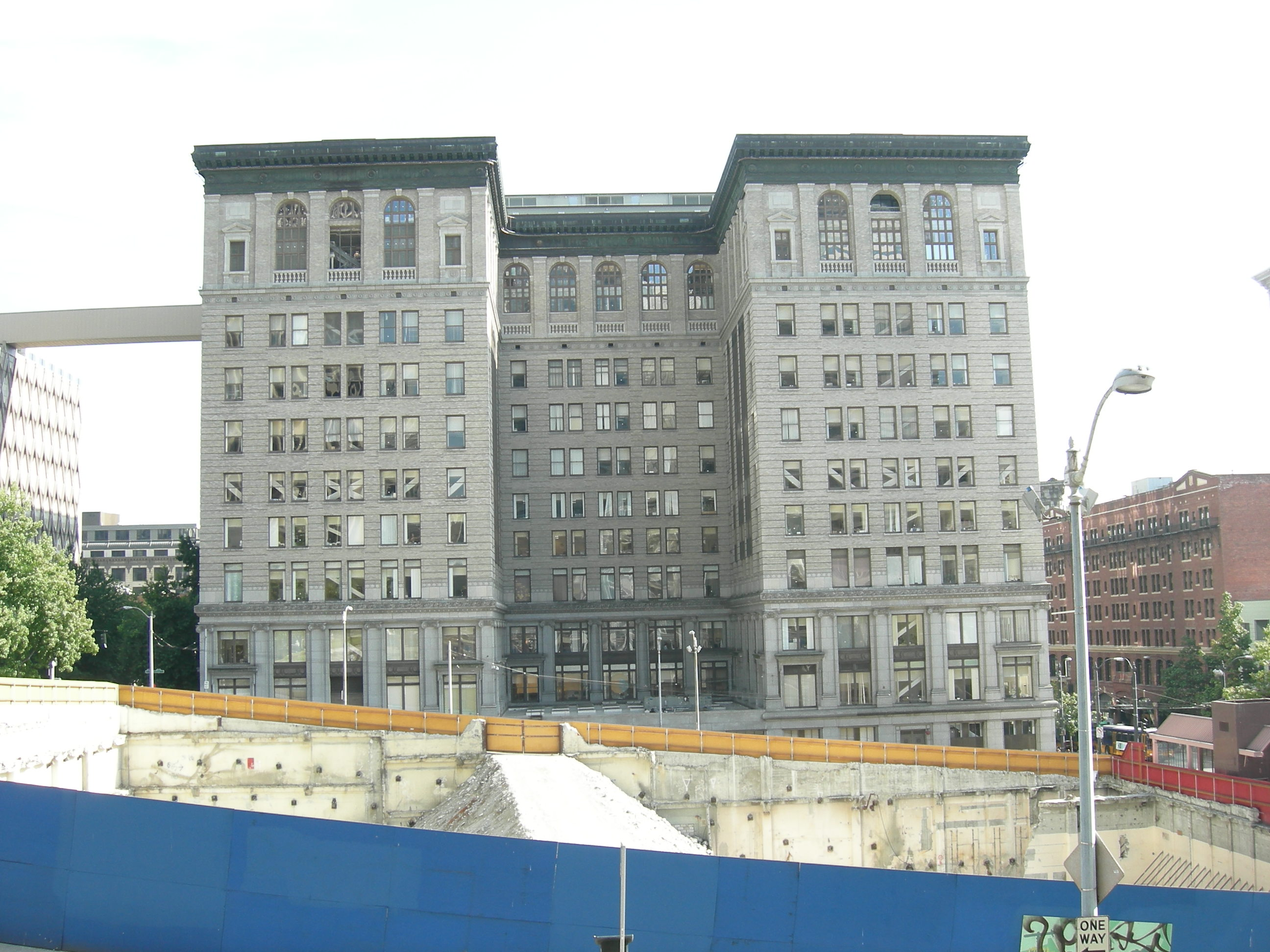
エリー編のオープンワールドのマップで登場した、キング郡庁舎（2007年）。

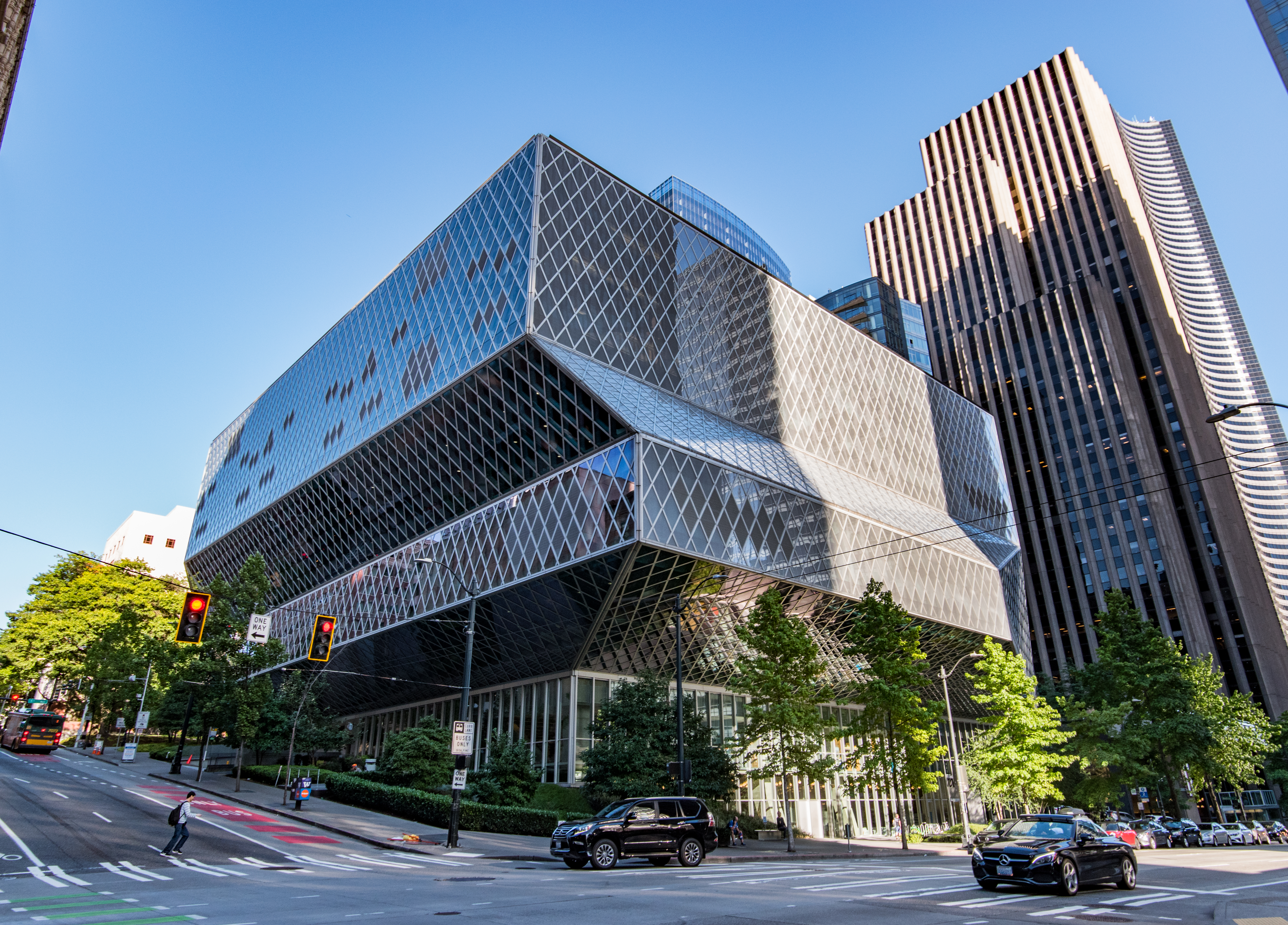
エリー編のオープンワールドのマップで登場した、独特なデザインが印象的なシアトル中央図書館。

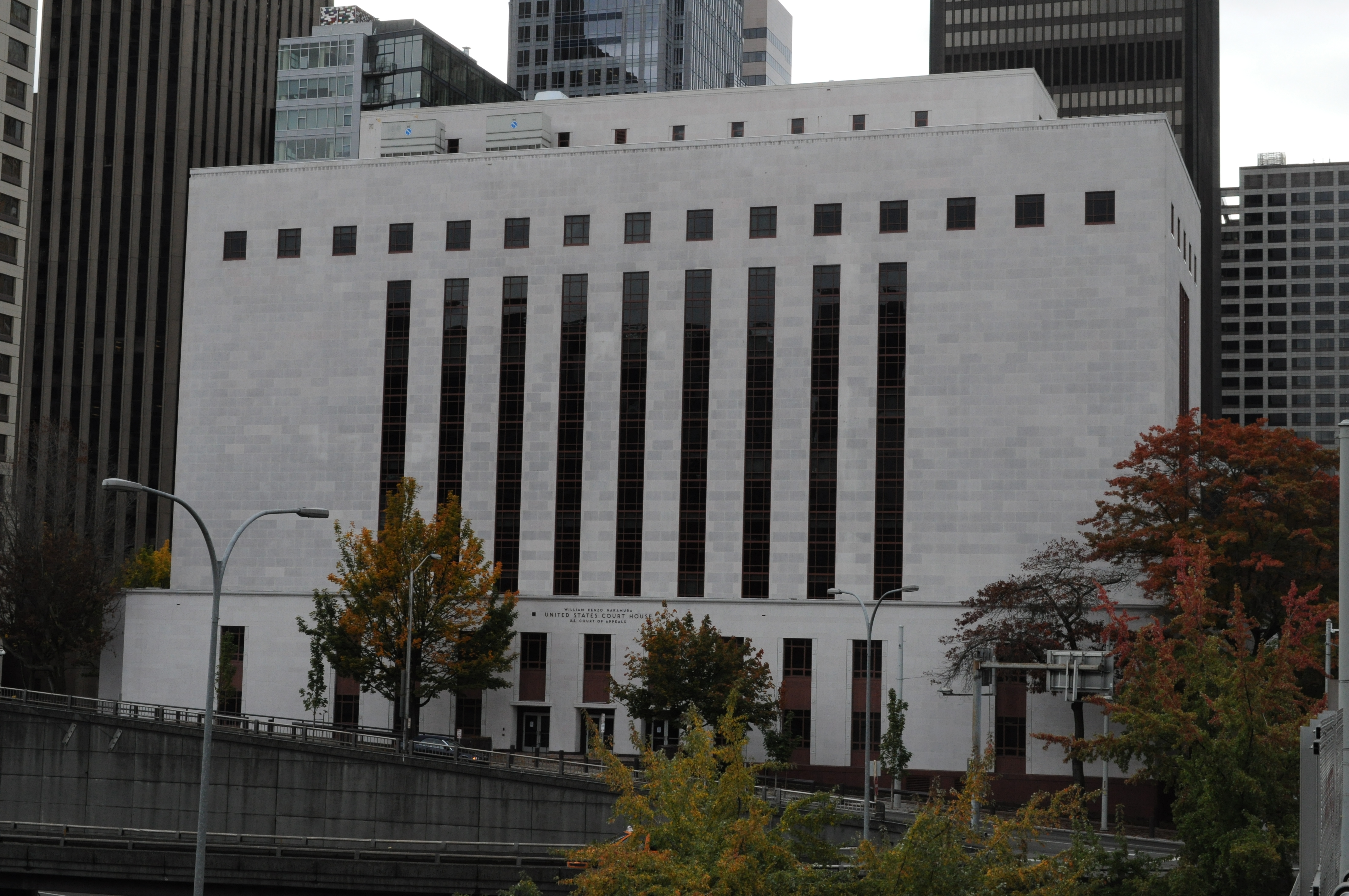
エリー編のオープンワールドのマップで登場した、裁判所として登場したシアトル連邦政府庁舎。

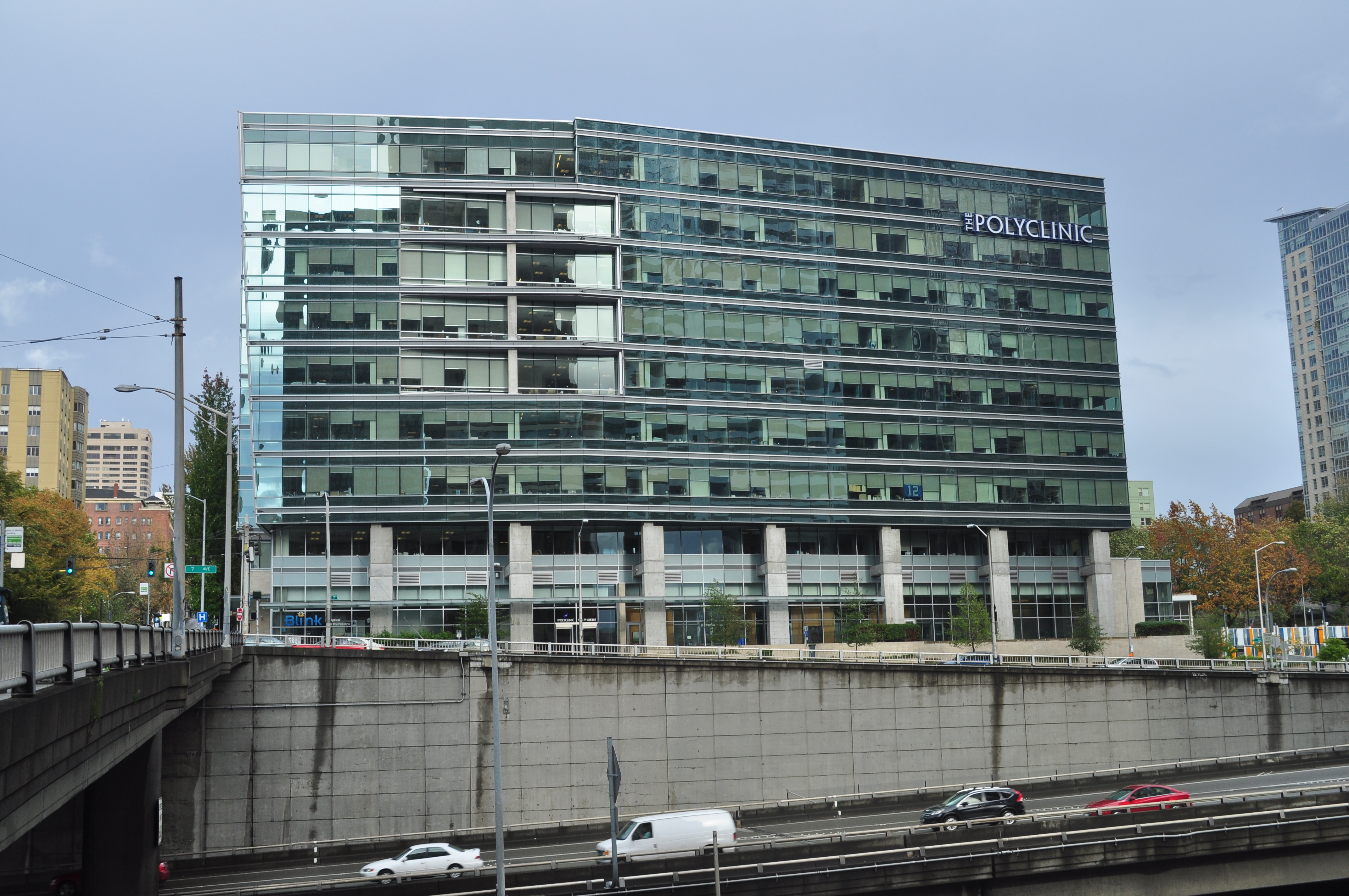
エリー編のオープンワールドのマップで登場した、川の向こうに見えていたポリクリニック マディソンセンター。

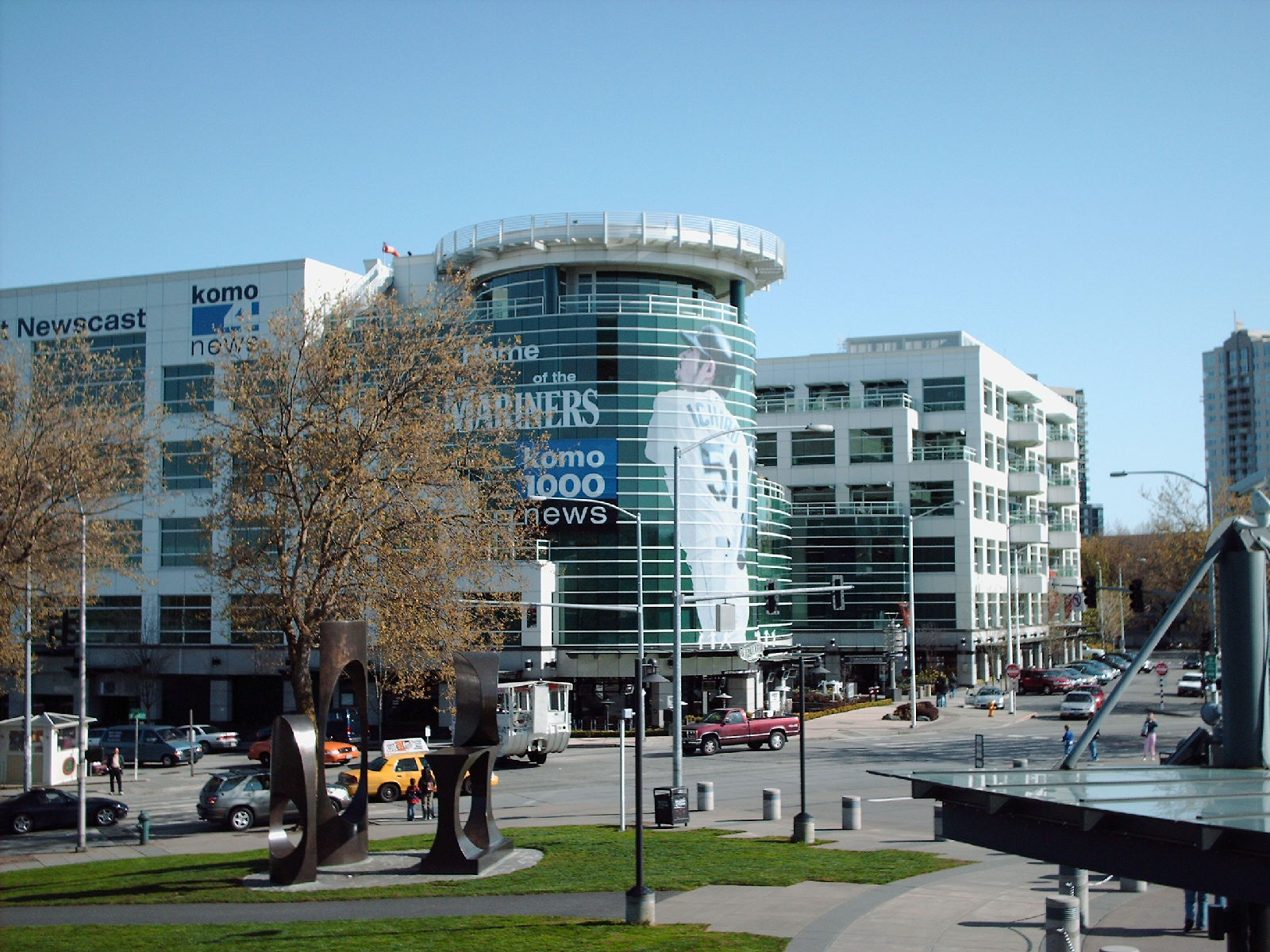
エリー編のシアトル1日目で登場した、テレビ局のモデルとなった円形のデザインが特徴のKOMO-TV。

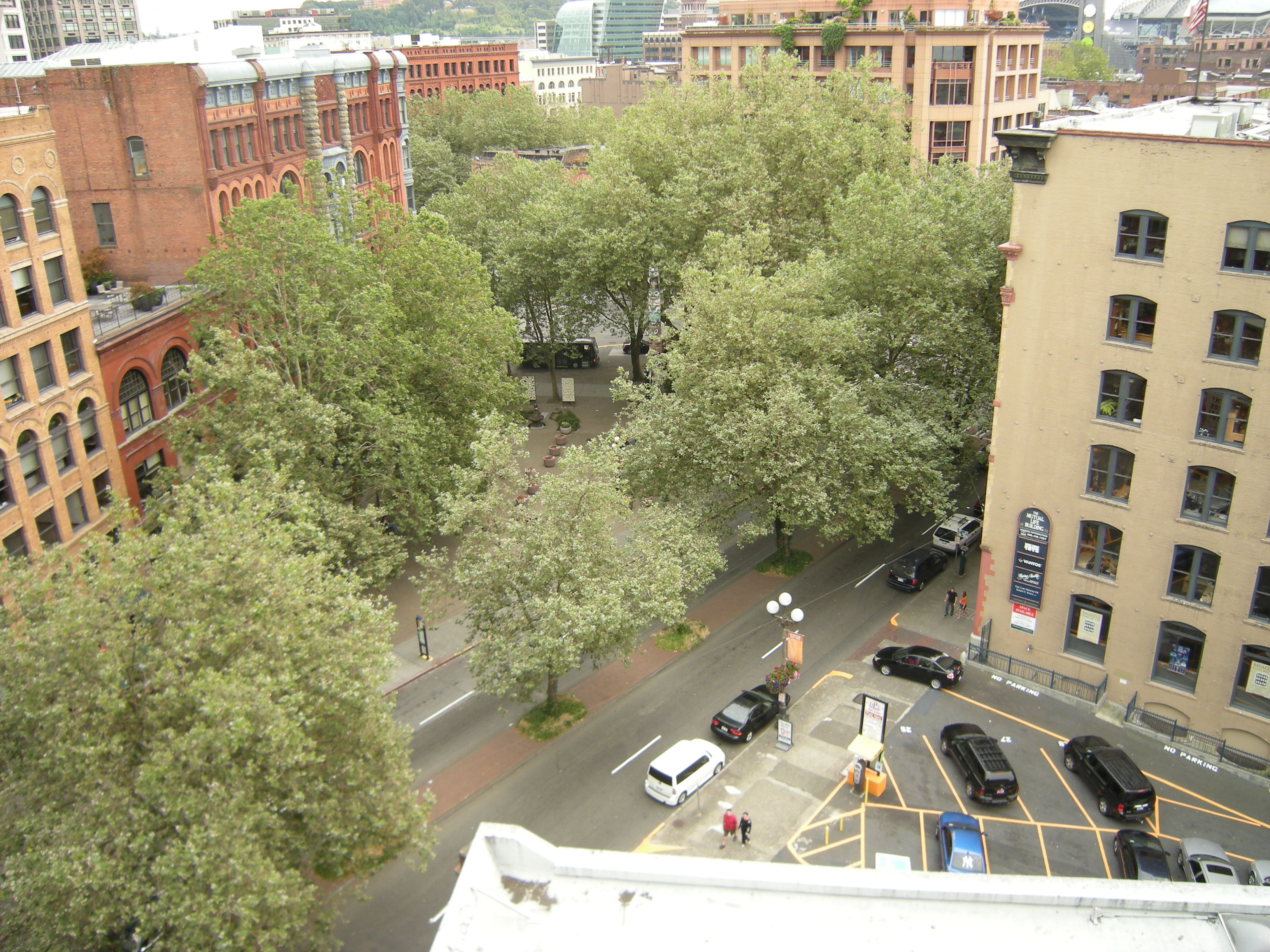
エリー編のシアトル2日目で登場した、パイオニアスクエア駅前の密林地帯の公園と、レンガと青色の独特な配色のパイオニアビル(左奥)。

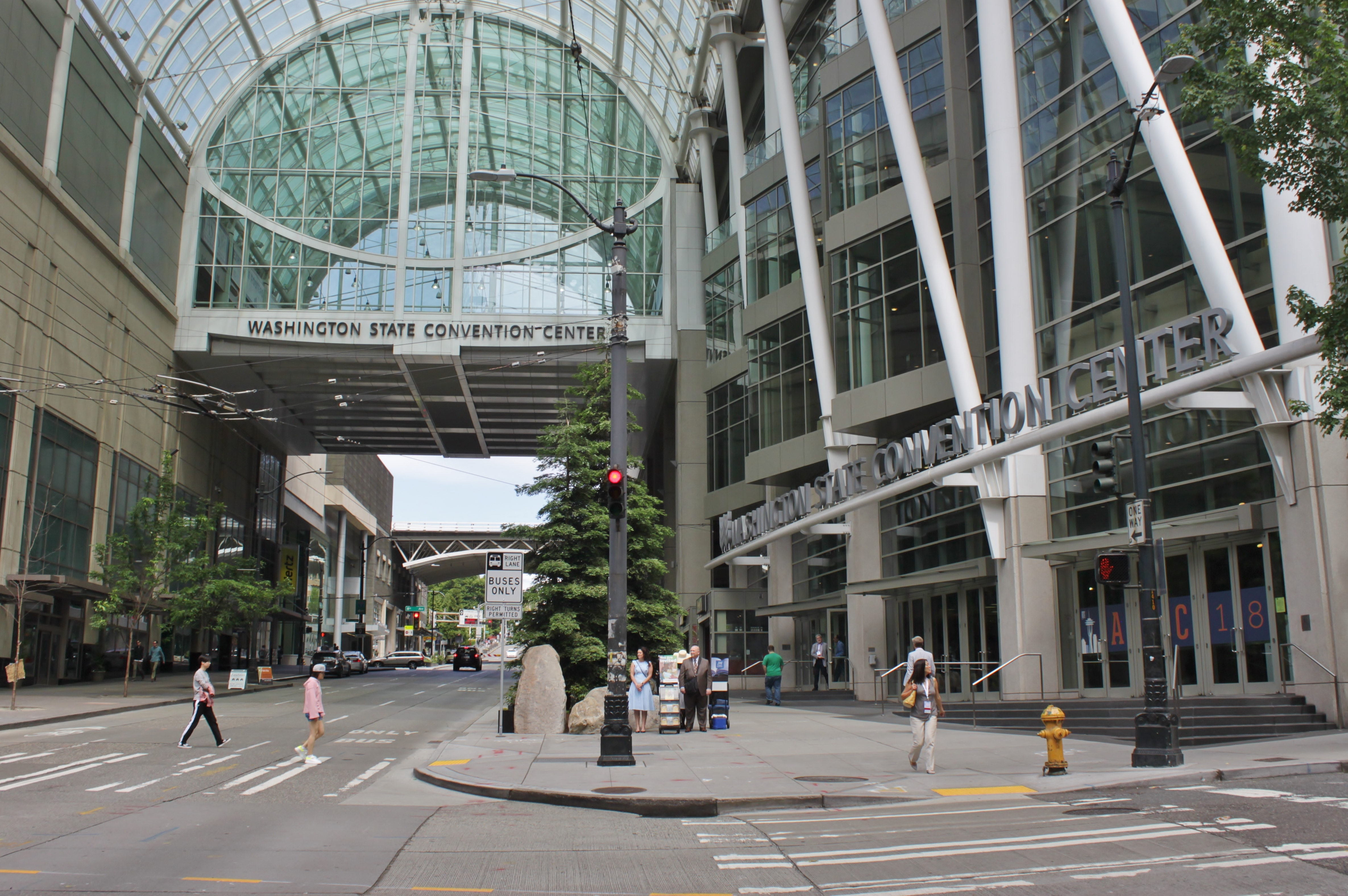
エリー編のシアトル3日目で登場した、アニメの祭典「サクラコン」が開催されるワシントン州立コンベンション・センター。

### プレイヤーキャラクター
エリー・ウィリアムズ（Ellie Williams）
声 - 潘めぐみ / アシュレー・ジョンソン
今作の主人公。ジョエルとのやり取りで命を犠牲にすることになったとしても生きた証を残して人のためになるならそれを名誉だと思う考えを明かしている。そのため、病院での真実を知って以降はジョエルと距離を置いていた。その一方で、ジョエルが自身を思って救ったことは理解しており、ジョエルを許したいという気持ちと板挟みになって葛藤している。また、多大な犠牲を払って生かされた自身に対して卑屈になってしまっており、自身を評価するジョエルの言葉に反発もしている。
ジョエルに教えてもらったギターの演奏や作曲、絵のスケッチやトレーディングカード収集を趣味としている。また、感染者に噛まれた傷を隠す為に右腕にタトゥーを入れている。またレズビアンであり、親友のディーナと同性同士でキスをしたり性的な関係を持ったりしている。
ジョエル殺害の復讐のためにシアトルへ向かい、ジョエルを殺したメンバーを次々と殺害する事に成功する。劇場でのアビーの襲撃に遭った際には腕を折られ打ちのめされるが、結局は再び見逃される。
その後はトミーからアビーの目撃情報を得てサンタバーバラに向かい、ラトラーズとの戦闘を経て、海岸に磔になっているアビーとレブを発見する。そしてアビーとの最後の戦いに挑む。反撃で何本かの指を失うなどの重傷を負わされながらも、アビーを死ぬ寸前にまで追い詰めた。しかし、ジョエルの生前とのやり取りが頭を過ったことで復讐を諦め、アビーとレブを見逃した。その後は自宅に戻り、最早まともに弾けなくなったギターを置いて最後は何処かへ向かった。
19歳になったエリーについて、日本語版の声を当てている潘めぐみは、「14歳の頃より不器用で、素直になれずにいる」「血縁関係のないことや前作でのジョエルの選択もあり、ジョエルとの関係がこじれている」「復讐や憎悪の裏側に、強い愛情やポジティブな関係性が感じられる」とも述べている。作中では、ジョエルを目の前で殺害されたことからフラッシュバックや手の震えといったPTSDと思われる症状が出ている。
アビゲイル・アビー・アンダーソン（Abigail "Abby" Anderson）
声 - 森なな子 / ローラ・ベイリー
本作におけるもう一人の主人公。WLFに所属する兵士であるが、元ファイアフライのメンバー。
前作の終盤で手術室にて執刀医である父をジョエルに殺害されており、それがトラウマとなった為にジョエルへの復讐を誓う。その後、ジョエルの居場所を突き止めて探索するも、大量の感染者に追われていたところをジョエルとトミーに助けられる。その後は彼らを連れて仲間の所に戻るも彼らの名前を聞き、探し求めていた相手だと分かったことでジョエルの足を撃ち、ゴルフグラブで何度も殴打した後に撲殺し、復讐を成し遂げる。
その後、シアトルに戻った後はかつて恋仲にあったオーウェンが失踪したことにより、彼を探すために単独で探しに行く。WLFと対立するセラファイトに襲われて処刑されそうになったところを、同時に処刑されかかっていたセラファイトの子供であるレブとヤーラに助けられ、二人を助けながらも共に逃亡する。命の恩人であるレブとヤーラとの絆と、自身が所属するWLFとの板挟みで苦しむことになり、結果的にWLFとセラファイトの双方から追われる身となる。
その後はオーウェンとメルがエリーによって殺害されたことを知り、自らエリーの下へ逆襲に乗り込み、劇場でジェシーを殺害し、トミーにも重傷を負わせ、遂にエリーを追い詰めるもディーナに妨害されてしまい、それでも手をかけようとしたところで彼女が妊娠している事を聞かされ、更にはレブに引き止められたことで殺害を思い留まって去って行った。
その後、レブと共に水族館にあったオーウェンの修理したヨットで、再結成したファイアフライが居ると噂されているサンタバーバラへと旅立った。サンタバーバラ到着後は座礁したヨットを拠点にファイアフライの居場所を探し回り、通信の末にファイアフライの居場所を見つける事に成功する。ところが直後に、ラトラーズに捕らわれてしまい、更には脱走しようとしたため罰としてレブと共に杭に磔にされてしまう。
その後、駆け付けたエリーに救われ、レブを人質に取られるような形で彼女から戦いを挑まれたためやむを得ず戦いに応じ、殴り合いの末に溺死寸前まで追い詰められた。しかし、結局エリーが復讐を諦めたことで見逃され、レブと共にその場を後にしてボートで「ファイアフライの本拠地」があるとされるサンタカタリナ島へと向かった。

### ジャクソン
ジョエル・ミラー（Joel Miller）
声 - 山寺宏一 / トロイ・ベイカー
前作の主人公。今作での出番はエリーの回想シーンが主であり、前作の行動の真相をエリーに知られた後はエリーに距離を置かれており、死の前夜にはエリーに対する過保護な行動を拒絶されていた。また、前作で仄めかされていたようにコーヒー好きであり、ジャクソンを訪れた旅人と大層な対価と引き換えにコーヒーを手に入れていた。
物語序盤で弟のトミーと共に感染者討伐に出掛けていたが、途中で感染者に追われているアビーを助け、アビーと共に感染者から逃げた際にアビー一行が泊まっていた屋敷に辿り着いたところで一行に捕らえられ、エリーの眼前でゴルフクラブで撲殺された。
トミー・ミラー（Tommy Miller）
声 - 高橋広樹 / ジェフリー・ピアース
ジョエルの弟で、ジャクソンのリーダー。兄のジョエルと共に感染者討伐に出掛けており、途中でアビー一行に捕らえられ、激しく痛めつけられたものの、気絶した事とアビーがジョエルのみを標的にしていた事もあって辛うじて生き残った。
その後は兄を殺害された事で復讐心に駆られるようになり、単身でシアトルへと向かい、優れた命中度を誇る射撃技術や狙撃の音を利用して感染者をおびき出す戦術でWLFを苦しめると同時にWLFのメンバーを惨殺する。その後アビーに接触した際マニーを射殺し追い詰めるも、ヤーラの奇襲により形勢を逆転され、海へと落とされてしまう。ライフルによる遠距離射撃の腕が非常に優れている。
その後はジェシーやエリーと合流を果たし、劇場に戻った後はアビー以外のメンバーやWLFの人員を大勢殺害したことから復讐心も多少和らぐようになり、「奴らも報いは受けた」としてジャクソン帰還を渋るエリーを諭した上で、ジャクソンへと戻ろうとしていた。そこをアビーによる劇場への襲撃により暴行で床に伏せられてしまい、更にはアビーがエリーを撃とうとしていたのを妨害した際にレブに左足を射抜かれた上に右頬を撃たれ、何とか生存することができたものの、右目と左足が不自由となってしまう。
その後、アビーの襲撃で後遺症が残る程の重傷を負わされたことで復讐心が再燃し、ジャクソンへの帰還後もアビーへの怨讐の念を燃やしながら執念深く行方を探り、遂に新入りの情報からアビー達の生存とサンタバーバラに居ることを突き止め、五体不満足となった自身の代わりにエリーに復讐をけしかけた。また、復讐に囚われるあまり妻のマリアとの仲も悪化し、最終的には話し合いの末距離を置くこととなった。
ディーナ（Dina）
声 - 嶋村侑 / シャノン・ウッドワード
ニューメキシコの出身であるエリーの親友で、ユダヤ人。母と姉がいたが、姉は何者かに殺害されている。姉の影響で多少ユダヤ教に関する知識がある。ジェシーとはくっついたり、離れたりを繰り返し、またエリーとも性的関係を築いている。エリーを心配して復讐の旅に同行する事になるが、途中でジェシーとの間に子供を授かっているのが発覚した。その後は出産し、「J.J.」と名付ける。その後、エリーと3人で幸せな家庭を築くために過去の事を必死に克服しようとしていた際に、復讐を終わらせるために出発しようとしていたエリーを必死に止めるが、最終的に子供と自分を置いて旅に出たことに落胆する。その後はエリーの帰りを待たずにJ.J.と共に出て行った。バイセクシュアルである。
ジェシー（Jesse）
声 - 杉田智和 / スティーブン・チャン
アジア系の男性で、ディーナの元恋人。エリーとディーナの間柄に妬いている節が見られるが、ディーナの妊娠を知った際には自分の子供ができたことを喜ぶ。シアトル2日目で合流し、3日目で一時的に同行者となる。冷静で銃の腕も立ちリーダー的素質がある。その後、劇場が襲撃された際に出合い頭にアビーに顔面の頬を撃ち抜かれて一言も発する事なく死亡した。
キラリ
エリーのジャクソンでの任務の際に乗馬していたエリーの愛馬。エリーによってデッサンされてもいる。エリーの復讐にも同行してシアトルへ向かうも、WLFの仕掛けた地雷を受けて負傷したところを撃たれて死亡する。
セス（Seth）
声 - 後藤光祐 / Robert Clotworthy
酒場で働く老人。頑固且つ偏屈な性格で、口うるさく、エリーたちには余り快く思われていない。パーティの際に衆人環視の中でキスをしたエリーとディーナを叱責するも、言い訳に腹を立てて2人を過度に詰ったため、ジョエルの怒りを買って突き飛ばされた。後日、見廻りに出発しようとする二人に謝罪も兼ねて手製のステーキサンドイッチを弁当として渡したが、不快に感じたエリーによってジェシーに譲られた。
ユージーン・リンデン（Eugene Linden）
ファイアフライの元メンバー。かつてトミーと共にデンバーの検問所を爆破したことやFEDRAの兵士3人と民間人2人を殺害したこと、政府の要人を拷問したことや家族を捨ててファイアフライに入ったことなど様々な過去を持つ。また、精密機器に精通しており、秘密の隠れ家に様々な機械部品を置いていた。地下でこっそりと大麻の栽培も行っており、独自に大麻を吸えるパイプやマスクをしながらでも吸えるパイプも作っていた。また、ポルノ好きであり、ポルノビデオを隠し持っていた。ポルノビデオの内容からゲイである事が示唆されている。その後、本編開始以前に脳卒中で死去する。

### ワシントン解放戦線（WLF）
正式名称は、「Washington Liberation Front」。シアトルの隔離地域にて治安維持を担当していたFEDRAに反抗してできた私兵集団。アビーをはじめ元ファイアフライのメンバーも合流している。

#### ジョエル襲撃グループ
オーウェン・ムーア（Owen Moore）
声 - 阪口周平 / パトリック・フュジット
WLFの兵士で、ジョエル襲撃実行犯の一人であり、ファイアフライの元メンバーでもある。冷静で、アビーを諭した上でトミーとエリーを見逃したり、エリーを殺そうとしたジョーダンを宥めたりと好戦的な人物が多いWLFの中では「穏健派」として振る舞い、性格的に情があり優しい反面、優柔不断な一面ものぞかせる。現在ではメルと付き合っているが、かつてはアビーと恋仲であった。また、アビーの父親であるジュリーの弟子であったため医学の心得もある。WLFとセラファイトの血で血を洗う抗争に疑問と葛藤を抱くようになり、シアトルに戻った後のセラファイトの掃討任務の際に相手の老人を殺害することが出来ず、それをパートナーのダニーに咎められて脱退すると口にしたところダニーが銃を向けてきたため誤って撃ってしまい、最終的には彼を死に追いやる原因を作った。
その後は、本気でWLFからの脱退を決意して水族館に潜伏して行方を晦まし、再結成したファイアフライが活動しているという噂のあるサンタバーバラへの逃避行を計画する。終盤では水族館にて、セラファイトの島に行ったアビーの応援に向かおうとメルと口論していたところをエリーに襲撃され、抵抗を試みるも胸部を撃ち抜かれて致命傷を負い、最後はメルの事を気に掛けながら息を引き取る。
メル （Mel）
声 - 渋谷はるか / アッシュリー・バーチ
WLFの医師で、ジョエル襲撃実行犯の一人。かつてはアビーの父親であるジュリーから医学の指導を受けており、故に確かな医療技術を持っている。オーウェンと恋仲であり、現在オーウェンとの子供を身籠っているが、オーウェンの優柔不断な性格が災いして男女関係を巡ってアビーとの間に隙間風が吹いている。ジョエルの襲撃の際にアビーに頼まれて彼の足の止血をした。その後、セラファイトから受けた傷の治療のため一時離脱するも、オーウェンを探すためにアビーと入れ違いで水族館へと訪れた。また、アビーの頼みでヤーラの手術を執刀する。終盤では水族館にてオーウェンと共にエリーの襲撃に遭い、オーウェンが撃たれた事で気が動転し、エリーに襲い掛かるものの、返り討ちにあい死亡した。
エマニュエル・マニー・アルバレス（Emanuel "Manny" Alvarez）
声 - 後藤ヒロキ / アレハンドロ・エッダ
WLFの兵士で、ジョエル襲撃実行犯の一人。陽気な性格で、女性好きである。また、メキシコに近い州で生まれた為、スペイン語を混ぜて話すことが多い。ジョエルが死亡した後は「地獄に落ちな」と言い、ツバを吐き捨てた。直後、エリーの発言に激昂し殺そうとするもオーウェンに止められる。その後はアイザックに禁じられていたにも関わらず、アビーがオーウェンに会いに行くために脱走する際に手助けをし、途中まで同行した。その後、アビーを送り出した2日後に水族館周辺で襲撃を仕掛けてきたトミーの狙撃から逃げている最中に偶然合流したアビーと共に逆撃して追い詰めるも、背後から頭を撃ち抜かれて死亡した。
ノラ・ハリス（Nora Harris）
声 - 渡辺明乃 / チェルシー・タヴァレス
WLFの医師で、ジョエル襲撃実行犯の一人。ジョエル襲撃の際にニックと共にトミーやエリーを押さえつけた。死ぬ直前のエリーとのやりとりからファイアフライの元メンバーであることが仄めかされている。ジョエル襲撃の際にトミーを銃で殴打して気絶させた。その後、WLFの本拠地にてアビーにダニーの死を知らせ、その翌日には脱走が露見してWLFの病院で拘束されていたアビーを逃がし、医療物資がある地下への道を案内した。その後はエリーからの襲撃により病院内を逃げ回るも追い詰められ、そのまま感染者の胞子が飛んでいる下の階へと落とされてしまう。その後、感染した後もエリーに追い詰められてしまい、更には「楽に死ねせてもらうか、拷問の末死なせてもらうか」の選択を迫られ、エリーにアビーの居場所を聞かれたことで「友達を売るつもりはないね」と挑発するも、エリーから鉄パイプによる拷問を受けた末に居場所を伝えながら死亡した。
ジョーダン（Jordan）
声 - 興津和幸 / Chase Austin
WLFの兵士で、ジョエル襲撃実行犯の一人。ジョエル襲撃の際にエリーにナイフで顔を傷付けられたことで激昂して殺そうとするが、オーウェンに止められたことで怒りを抑え、代わりに彼女の顔に蹴りを入れて気絶させた。その後はシアトルにやってきたエリーを一度は捕えるも、駆け付けたディーナに気を取られていた為に隙を突かれ、背後からエリーに殺害された。
ちなみにアビーの《シアトル 1日目》のWLFの基地内で、ジョーダンがプレイしていたPS Vitaゲームは、『ジャック×ダクスター』のオレンジ色の溶岩ステージである。
リア（Leah）
WLFの兵士で、ジョエル襲撃実行犯の一人。ジョーダンに自らの写真を添えた手紙を送っている。また、アビーやオーウェンなどの他のWLFのメンバーが写っている写真を所持していた。シアトルのテレビ局の廃墟内部でセラファイトに殺害され、後に死体としてエリーとディーナに発見される。
ニック（Nick）
WLFの兵士で、ジョエル襲撃実行犯の一人。日系アメリカ人。ジョエル襲撃の際にノラと共にトミーやエリーを押さえつけた。その後、シアトルにて拷問の末にトミーに殺害され、後に死体としてエリーとディーナに発見される。

#### その他

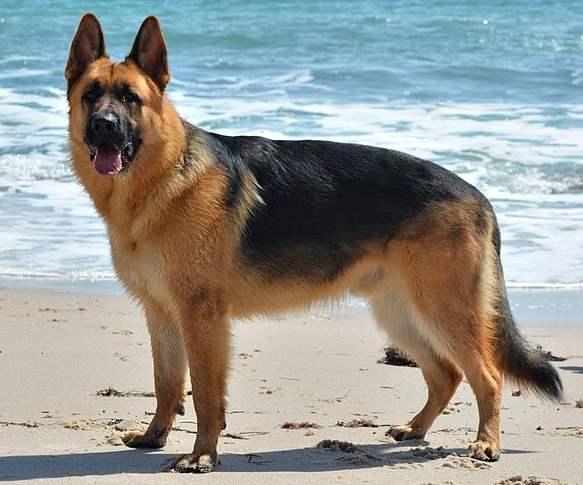
WLFの軍用犬として登場した、ジャーマンシェパード。

アルバレス（Mr. Alvarez）
声 - 落合弘治
マニーの父親。近ごろ体調が良くないために気弱になっており、マニーに相談していた。メルに薬を処方してもらう。
ダニー（Danny）
WLFの兵士。冷淡な性格で、アビーからも嫌われていた。オーウェンと共に任務に出ていたが、相手を殺すことに躊躇うと同時にWLFから脱退したいと告げたオーウェンに銃を向けたため、彼の反撃を受けて腹部を撃たれてしまう。その後は本拠地に帰還するも、最後は「オーウェンに撃たれた」と言い残して息を引き取った。
ホイットニー（Whitney）
WLF兵士で、少し肥満気味な女性。ゲーム好きであり、「難しくも面白く音楽も最高」というお気に入りのゲーム『ホットライン・マイアミ』を、イヤホンを付けながら常に遊んでいることが多い。派遣先の病院でゲームをしていたところを、イヤホンで耳を塞いでいたために忍び寄るエリーに気付かず、ノラの居場所を聞かれて答えた後は反撃しようとするも、エリーに返り討ちに遭って殺害された。
アイザック・ディクソン（Isaac Dixon）
声 - 岩崎ひろし / ジェフリー・ライト
WLFのリーダーで、レジスタンス時代からの古参メンバー。かつてリーダーを失って一度は劣勢になったWLFを立て直し、FEDRA打倒を成し遂げた程、有能ではあるが、目的の達成の為に手段を選ばない。レジスタンス時代にリーダーに推挙された際も捕虜にしたFEDRAの兵士を容赦なく虐殺するといった残虐な性格を他のメンバーに問題視されながらも最終的に新たなリーダーに就任した過去を持っており、現在でも捕虜にしたセラファイトのメンバーに自ら拷問を加えたりしている。部下からは「友人に甘い」とも評されてもおり、アビーがジョエルに私的制裁を加えたいが為に仲間と共にジャクソンへ行くことに許可を出したり、また脱走したオーウェンに釈明のチャンスを与えようとし、オーウェンに会いに行くことを禁じていたにも関わらず、脱走してオーウェンに会いに行ったアビーに対する処分も躊躇していた。（こうした行動から、リーダーとしては残虐な一面を問題視されながらも人望はあった一方で、アビーたちに甘く見られている描写が出てくる）中盤でセラファイトの殲滅を計画し、シアトルにWLFの戦力を集結させセラファイトの本拠地である島に総攻撃を仕掛けたが、島から脱出しようとする途中のアビーとレブ、ヤーラに偶然出くわし、最後はアビーの処分を躊躇していたところをヤーラに射殺された。
エリー、ディーナらは作中でアイザックに直接に会うことは無いもののシアトルの旧隔離地域内でFEDRAの指名手配犯の捜索ポスターに印刷されたアイザックの顔写真やアイザックの名前の記された複数のメモを色々な場所で見つけることが出来る。
アリス（Alice）
WLFの軍用犬。アビー達にはよく懐いているが、セラファイト相手には威嚇無しで襲い掛かろうとするほど獰猛になる。賢いジャーマンシェパードで、イカのおもちゃで遊んでもらう事が好きである。アビーらの任務に同行して数々の戦いを潜り抜け、レブとヤーラとも親交を深める。その後、メルやオーウェンと共に水族館に残り、エリーの侵入をいち早く察知して奇襲を仕掛けるも、首と腹部を刺されて死亡する。
ベアー（Bear）
WLFの軍用犬。アリスのように同行はしないが、アビーとはとても仲が良く、遊んでもらう場面がある。また、ベージュの毛色である。病院に派遣されており、エリーかアビーどちらでも出会う事ができる。

### セラファイト
シアトル近海の島を本拠地とし、「預言者」の教えを元に暮らしている。宗教上の理由から顔に傷をつけることから、WLFでは「スカー」と呼んでいる。感染発生前の文明を否定する一方で、兵士に限っては銃器などを使用することが許されている。その他、状態異常をもたらす弓を使う者が居るほか、耐久力の高い巨漢タイプの兵士も居る。
また、捜索時には二人一組で動くことが多いため、ステルスで倒すことが難しい。「独自の口笛」による連絡手段により、敵に意味を知られることなく伝達を行えるほか、自分の位置と生存を知らせたり敵の居場所を知らせたりするなど、WLF以上に効率的な連携を行う。
レブ（Lev）
声 - 富樫美鈴 / イアン・アレクサンダー
弓を得意とするセラファイトの信徒。アビーには当初少年だと思われていたが、ジェンダー・トランジションで「男性」となっているトランスジェンダーで、「レブ」という名を名乗る以前の名（デッドネーミング）はリリー。顔に傷がある。兵士志望だったが、掟に定められた婚姻を強要され、拒否して男性信徒のように頭を丸刈りにした事で掟破りとして追われることとなり、姉のヤーラと共に脱走した。そこで処刑されそうになったアビーと出会う。
その後、自身が脱走した事でセラファイト内で冷遇を受けていた母親が心配になって単身で島へと戻るが、信心深い母親に殺害されそうになったため母親を突き飛ばしたことで死亡させてしまい、更には島を脱出する際に姉をも失ってしまう。その後はアビーと共に旅を続け、劇場におけるエリー達との戦いでは弓による援護で横槍や奇襲を妨害する活躍を見せたが、復讐しないようにアビーを説得して彼女がそれを諦めるきっかけを作る。
その後、サンタバーバラで活動している頃には、男の子向けの服に身を包んだボーイッシュな装いを見せている。アビーの旅に同行していたが、途中でラトラーズに捕まってしまい、更には脱走しようとした罰でアビー共々杭に磔にされたところを、復讐しにやってきたエリーに救われた。エリーとアビーの戦いの決着後は気を失ったままボートに乗せられ、アビーと共に去って行った。その後は、カルフォルニア州のサンタカタリナ島のアバロンにある、ファイアフライの残党たちの拠点に行ったものと思われる。
ヤーラ（Yara）
声 - 宇山玲加 / ビクトリア・グレース　
レブの姉で、セラファイトの兵士。セラファイトから追われることになったレブを心配し、共に脱走した。その後捕えられ、処刑されそうになり、左腕をハンマーで砕かれてコンパートメント症候群となるが、アビーの調達した手術道具を使ったメルの手術を受けたことで左腕を失いながらも一命を取り留めた。
その後は、単身で島へと向かったレブを連れ戻すためにアビーと共に島へ向かい、途中でトミーに襲われていたアビーを助けるためにトミーを刺した。島に到着した後はレブを見つけ、島から脱出しようとしたところでWLFに見つかって撃たれてしまい、それでもアイザックから撃たれそうになっていたアビーを助けるために、最後の力を振り絞ってアイザックを射殺したが、直後にWLFからの一斉射撃を受けて死亡した。
エミリー（Emily）
声 - 森夏姫 / エミリー・スワロー
脱走したヤーラとレブの追捕を指揮していたセラファイトの女兵士。
ヤーラとアビーを捕え、レブの居場所を頑なに喋ろうとしないヤーラの腕を砕くよう部下に指示した後二人を処刑しようとしたが、レブに妨害され最後はアビーに首を絞められて死亡した。

### ファイアフライ
ジェリー・アンダーソン（Jerry Anderson）
声 - 森田順平 / デレック・フィリップス
アビーの父親で、ファイアフライの医師であり、ソルトレイクにおけるファイアフライの拠点の責任者でもある。アビーの回想シーンにのみ登場。WLFの兵士であるオーウェンとメルに医学を教えていた。前作でソルトレイクシティにあるセントメリーズ病院にて、エリーを救出しに来たジョエルに殺害された。この出来事が、アビーが復讐を決心するきっかけとなる。　　　　　　　　　　　　　　　　　　　　　　　　　　　　　　　
マーリーン(Marlene)
声 - 朴璐美 /  マール・ダンドリッジ
ファイアフライの元リーダー。アビーの回想シーンのみ登場。ボストンでエリーをジョエルに託し、彼女をアメリカのどこか西にある研究所に届けるよう依頼した。前作において、ソルトレイクシティの病院に辿り着いたジョエルとエリーの扱いを巡って対立し、最終的に殺害された。マーリーンを失ったことで、投票の末ファイアフライは解散することとなった。回想シーンにおいて、最後までエリーを犠牲にすることを躊躇していたことが描かれている。
その他の吹き替え版キャスト
女の民兵
声 - 石田嘉代、丸山有香、冨樫かずみ、志田有彩
男の民兵
声 - 佐々木啓夫、菊本平、宮本淳、三宅健太
瘢痕女性
声 - 行成とあ、羽飼まり、衣鳩志野、森千晃
瘢痕男性
声 - 荒井勇樹、奈良徹、鶴岡聡、吉田健司
ガヤ
声 - 佐久間元輝、吉田麻実、濱口綾乃、赤坂柾之、松本忍、下妻由幸、岡井カツノリ、大羽武士、吉田丈一郎、三木美、塩谷綾子、新井笙子、大井麻利衣、祐仙勇、野川雅史、設楽麻美、相田さやか、宮本誉之、織部ゆかり、綿貫竜之介、藤田将利、渡谷美帆

## 感染者（インフェクテッド）

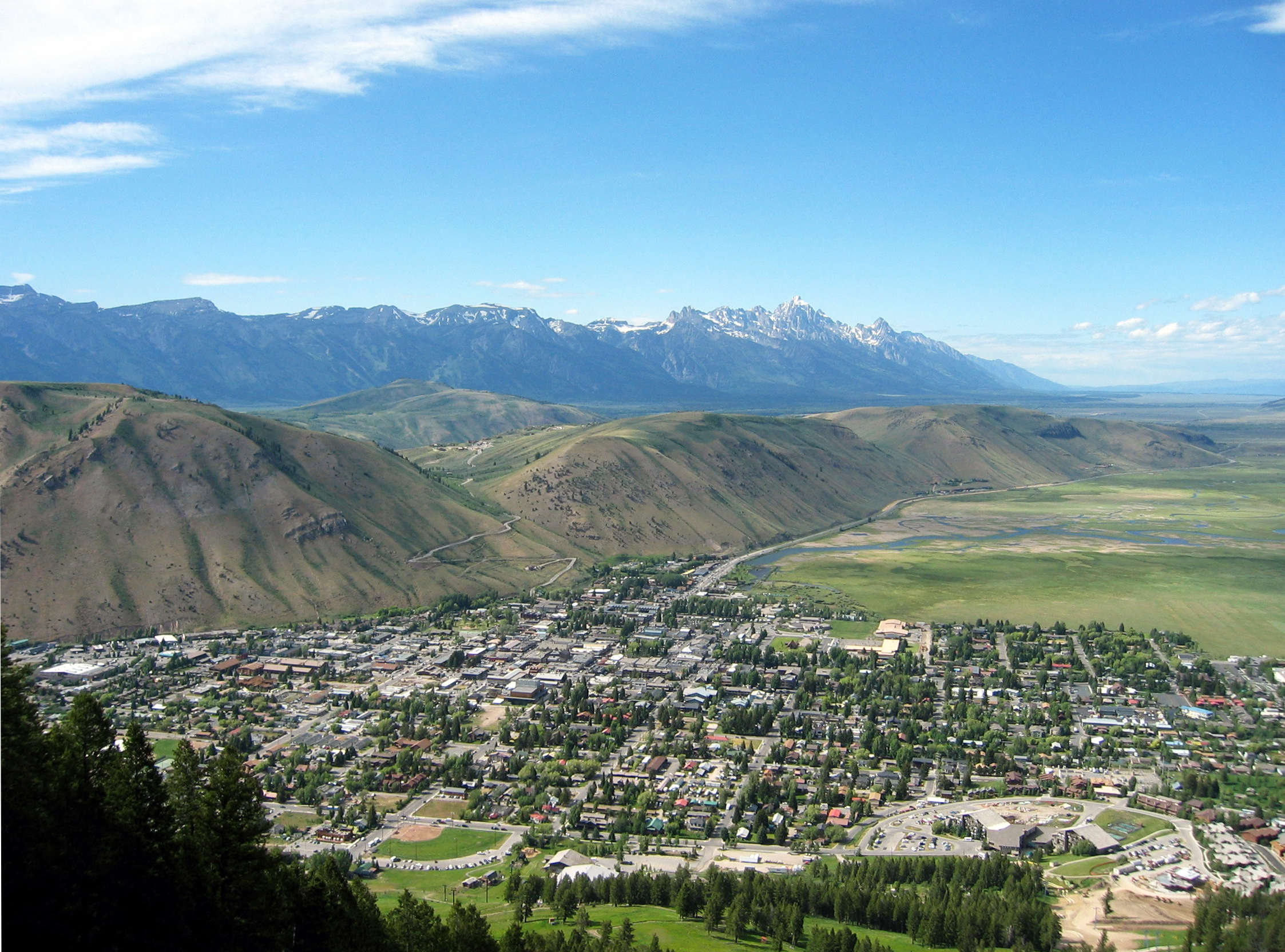
ワイオミング州のジャクソン市の風景。

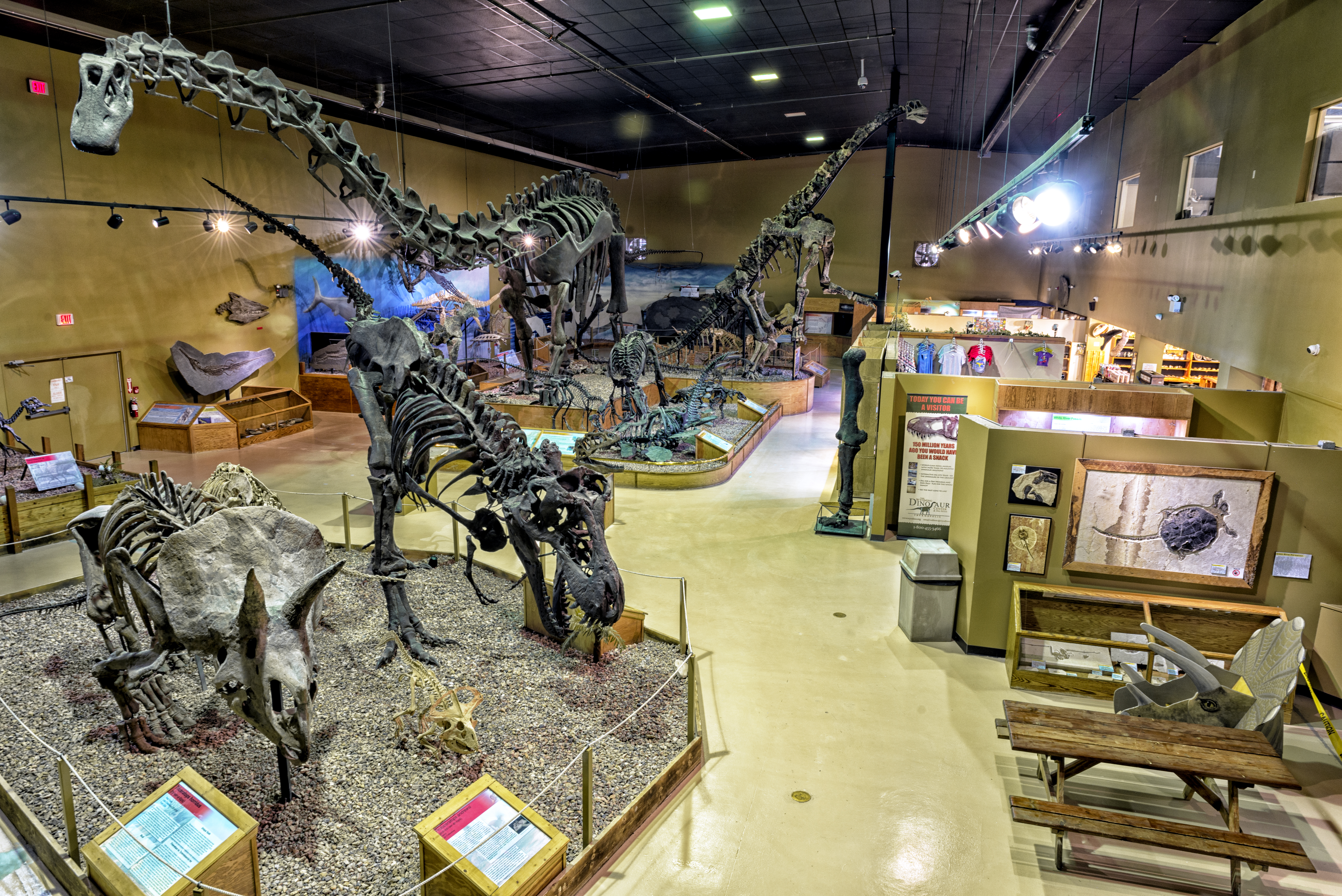
エリー編のシアトル1日目の過去で登場した、ワイオミング州恐竜センター。外観はオリジナルで、ワイオミング州立博物館なども参考にされている模様。

前作に引き続いて登場する、寄生菌に感染した人間の成れの果て。寄生菌の影響でダメージに強く、真冬の雪の中で凍り付いていても動き出したり、壁に張り付いて苗床のようになっていても活動を始める。また、感染が始まって25年が経過しても国中でいまだ相当数の感染者が存在しており、中にはパンデミック初期から閉じ込められていた感染者がいるなど、飢餓や天候の変化でも容易に死なない描写があり、感染者の数は減らず感染終息の気配はない。
食欲はあるようで、野生動物や人間を襲って捕食している。また、前作と同様に掴み攻撃は即死攻撃となっている。また、ランナーでも大人数の場合だったりストーカーやクリッカーに襲われた場合は、噛まれて感染するよりもそのまま喰い殺されてしまう事の方が多い。
ランナー
感染初期段階の感染者。人間と変わらない見た目だが、理性を失って言葉が通じなくなり、むやみやたらに襲い掛かり、捕食行動を繰り返している。また、噛みつかれると寄生菌を植え付けられるため、非感染者からは即刻射殺すべき対象とみなされる。プレイヤーを見つけると真っ直ぐ走り寄って来て、素手での殴打や掴みからの噛み付きを行う。また、視覚と聴覚が両方健在であり、物音にも寄ってくる上に姿を見られても発見状態になる。
ストーカー
感染第二段階の感染者。眼や額からキノコの様なものが生えており、人間としての理性を完全に失っている。また、複数同時に出現し、他の感染者と一緒にいる事もありストーカー自体より発見される事で他の感染者にも同時に襲われる事が脅威となる。
ランナーよりも視力が悪い分聴力に優れるが、攻撃手段は一緒であり、4足歩行を行い、まるで猿のように走り回りながら待ち伏せや背後からの奇襲を多用する。ランナーよりも素早く動くため、非常に厄介である。
クリッカー
感染第三段階の感染者。頭部から発芽したように生えた大きなキノコが顔面を破壊しており、人間の顔を失っている。また、ライトの光に反応せず姿を見られても襲われないが、名前の由来ともなっているクリック音を発してコウモリのように周囲の状況を把握しており、正面にいると発見される。視力を失った分だけ聴力が際立って発達しており、僅かな物音でもプレイヤーの位置を正確に把握して襲い掛かって来る。
また、運動神経は軒並み上昇しており、掴み攻撃からの回避手段が限られる他、近接攻撃は武器を使わなければダメージが入らないが、今作からはステルスキルが可能となった。エリーの場合には常時ステルスキルが可能であるが、アビーの場合には工作によるナイフを所持していれば、組み付かれた際にも反撃ができる場合がある。
ブローター
感染第四段階の感染者。全身がキノコ状の器官に覆われて鎧のようになっており、驚異的な耐久力を有する。また、寄生菌を含んだ胞子を投げつけてきて撒き散らしたり、巨体を生かして体当たりしてきたり、壁を突進で突き破ってくるなど、遠近に対応した強力な攻撃も備えている。火炎瓶や爆発物による攻撃が効果的。
複数のザコ敵と一緒に現れると非常に脅威となり、前作に続いて本作における中ボス的な存在である。雑魚敵を早めにショットガンなどで殲滅して、ブローターに集中するようにするのがベター。
シャンブラー
今作で判明した新たな形態。見た目は全身が膿で覆われた姿をしている。生存者の遺物によると、シアトルの雨の多い環境によって突然変異したブローターの成り損ないではないか…という考察が記述されている。強酸性のガスを自身の身体から散布し、死亡時には自爆する。また、クリッカーと同様に音で敵を把握しているため、ライトを使用しても反応せず、よほど早く動かない限りはこちらの位置は特定されない。
火炎瓶による攻撃が効果的。1体だけであれば、スナイパーライフル2～3発で撃退できる。長年活動して殻が割れていたのか、ブローターほど耐久力はない。しかしランナーなどと同時に、複数のシャンブラーが同時に現れると逃げ場がなくなるため非常に脅威となる。
ラットキング
アビー編の病院地下で遭遇する、シアトルでの第一感染者の成れの果てと思われる存在。醜悪で禍々しい姿をしている。また、上半身には同じくパンデミック初期に病院に運び込まれたと思われる4～5人の感染者が融合しており、各所に手足や胴体が飛び出している。脚部は重くなった上半身を支える為か、肥大化している。本作において、最大級の脅威をもったクリーチャーである。
驚異的な耐久力を持っており、パイプ爆弾、焼夷弾ショットガンなどの高火力武器がないと苦戦することになる。ほとんどの攻撃ではびくともしないが、火炎に弱いため火炎放射器が有効である。
ダメージを与えつづけていると、損傷により2体に分離して、ブローター形態とストーカー形態を同時に相手にする事となる。この時、ストーカー形態にダメージを与えても無駄なため、ブローター形態のみにダメージを与えて撃破すると、ストーカー形態が逃亡して追跡していくことになる。
ブローター形態
ブローターと同じく体当たり攻撃と、胞子を投げつけてくる。非常に攻撃的で素早いため、基本的には逃げながらアイテムを拾って、有利な体制を作ってから火炎放射器で攻撃して、怯んだところにパイプ爆弾を投げ、焼夷弾ショットガンなどの高威力武器で追撃していく必要がある。
ストーカー形態
ストーカーと同じく物陰に隠れて潜み、こちらが隙を見せると襲い掛かってくる。通常のストーカーと異なり非常に攻撃的であり、胞子をぶつけてくる。攻撃力・耐久力はさほどないが、高難易度だとショットガン5～6発は撃ちこまないと倒せない。脅威度はブローター形態より低いが、油断していると一気に接近されるため注意が必要である。

## 用語

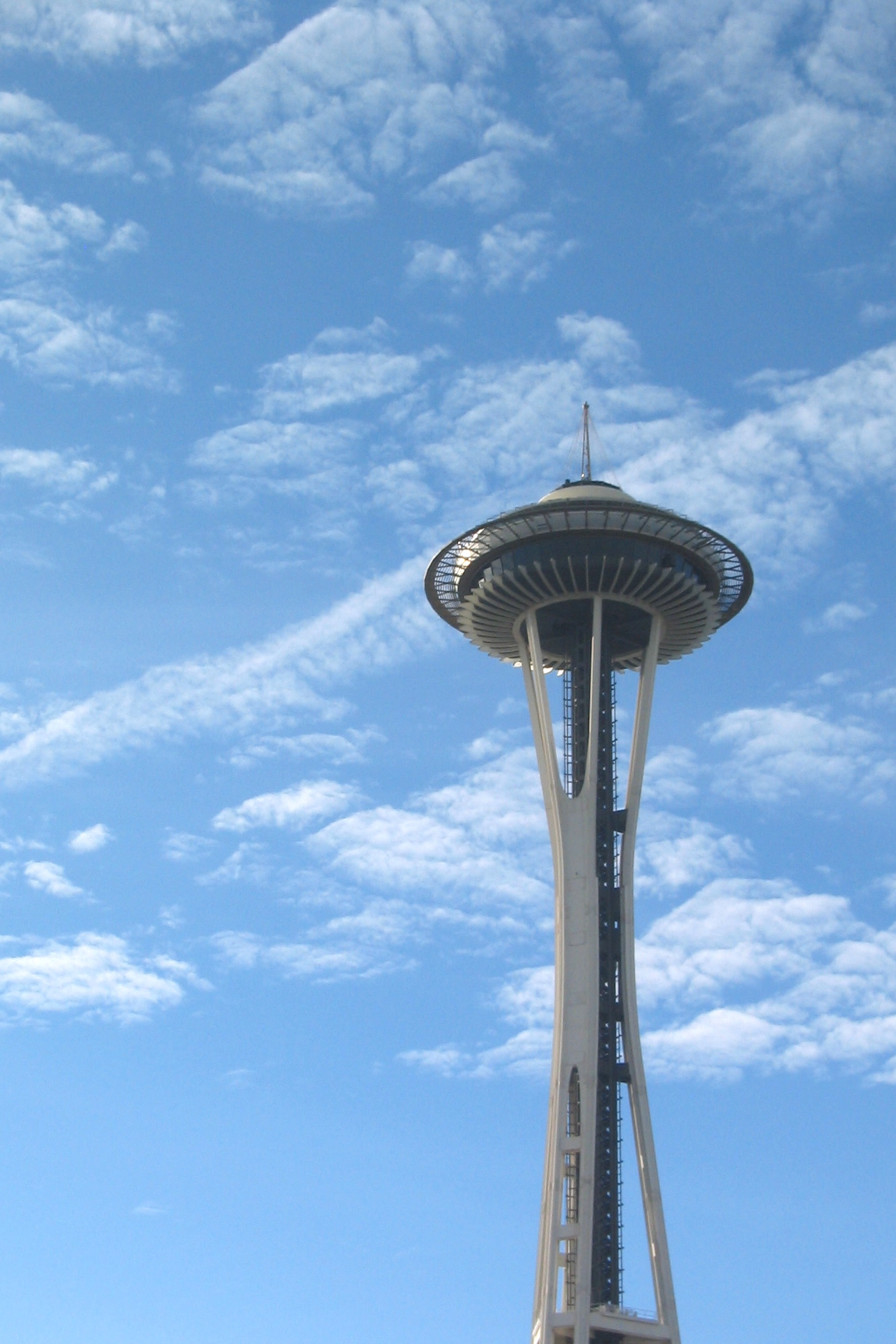
アビー編で潜入したセラファイトの島で、船団襲来シーン ～ 畑地帯などで霧の中にうっすら見えていた、スペースニードル。島から10数キロ離れた、シアトル市湾岸にある。

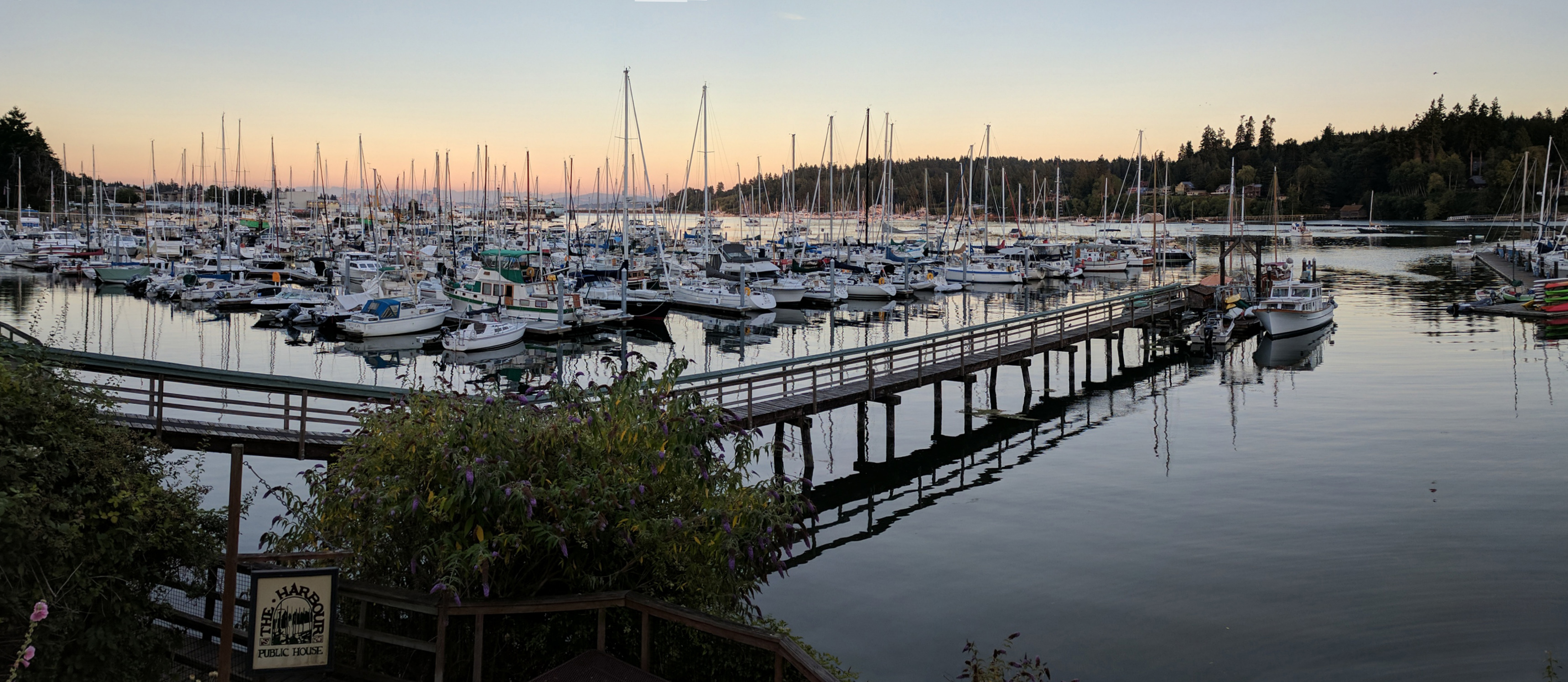
アビー編で潜入したセラファイトの島において脱出時のマップで登場した、ベインブリッジ島の波止場の一例。

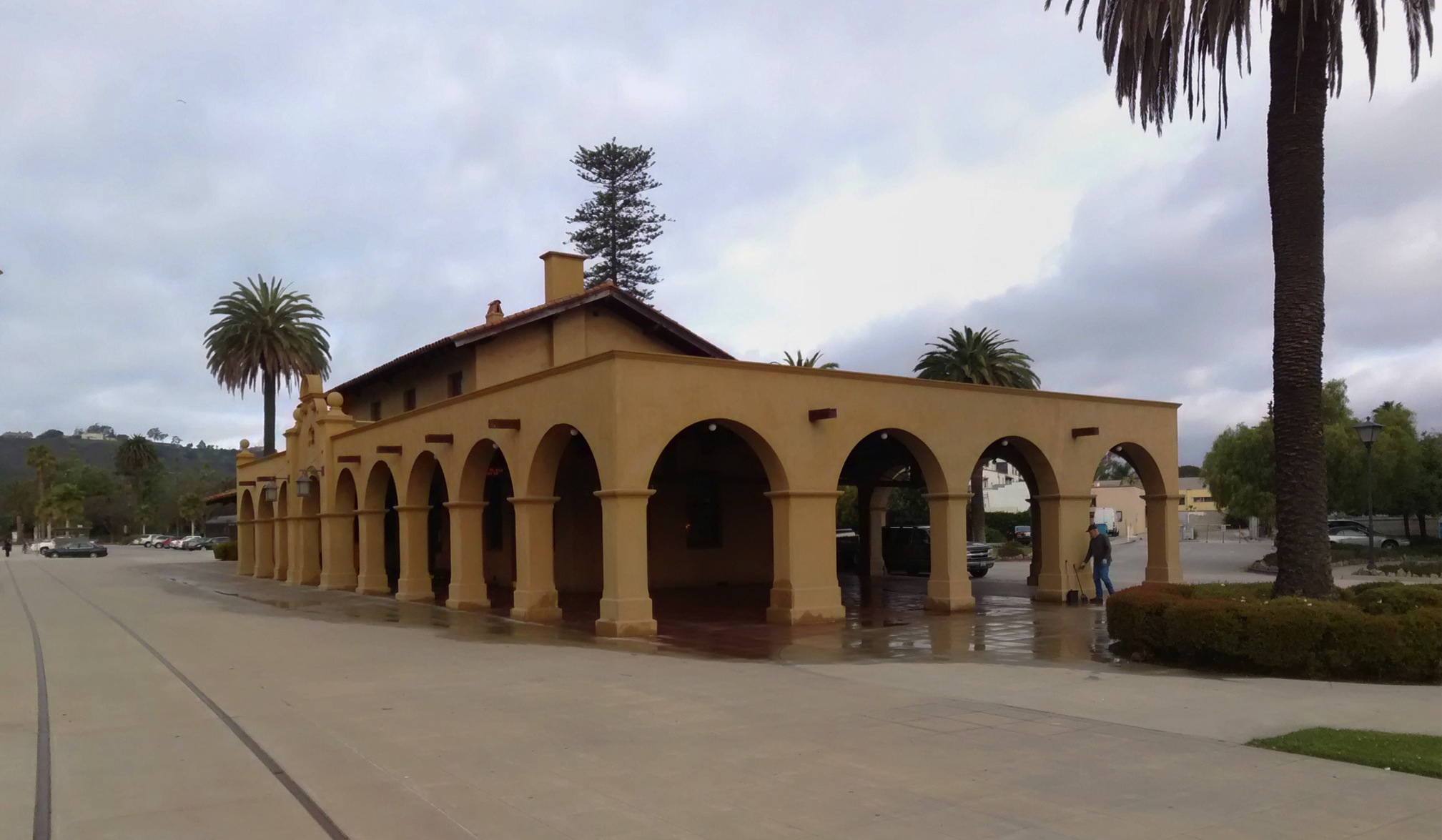
終盤、エリーがトラップで負傷したすぐ後に、戦闘シーンで登場したサンタバーバラ駅。

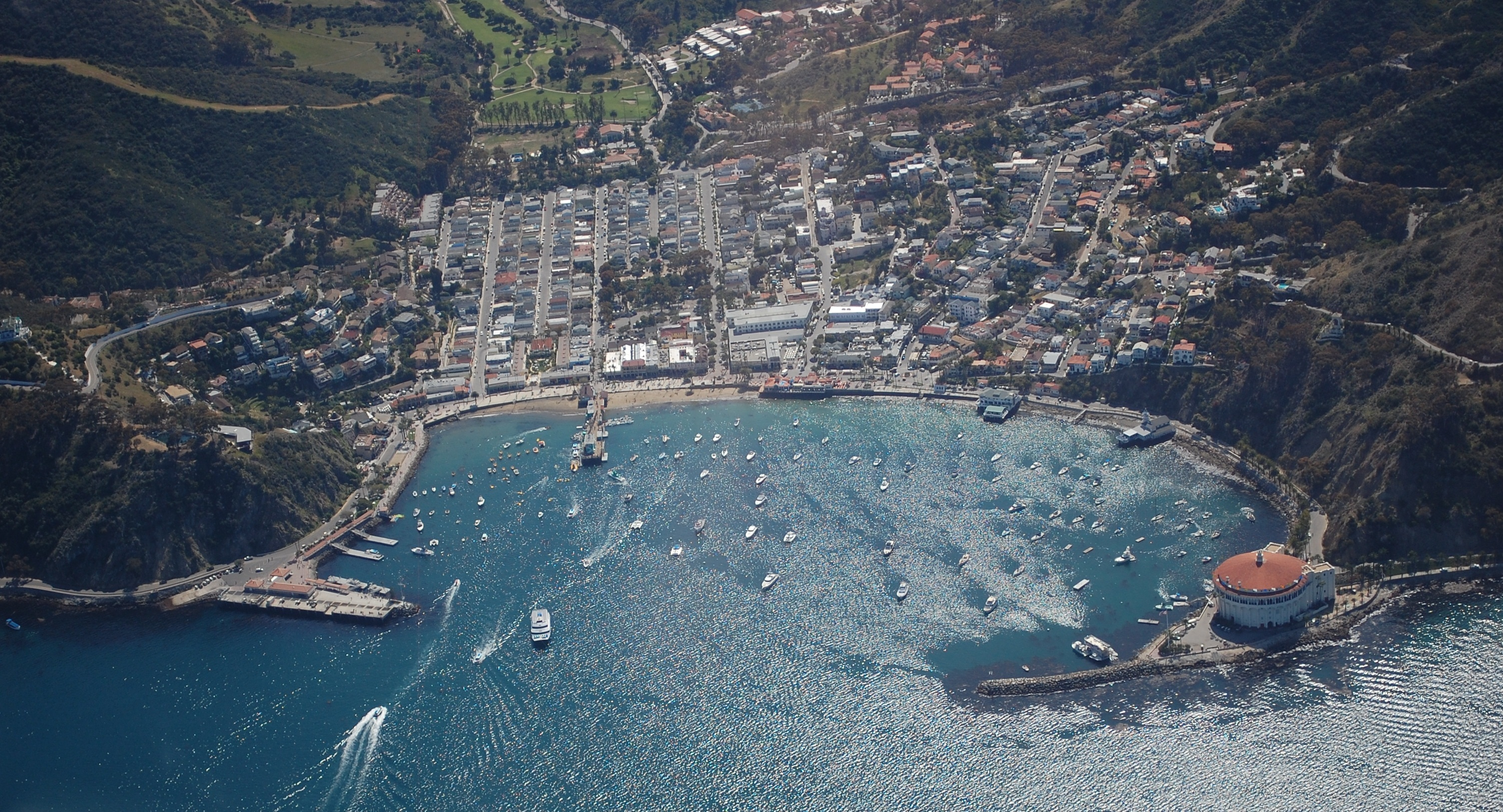
サンタ・カタリナ島のアバロンの全景。特徴的な建築のカタリナ・カジノが目立っている。

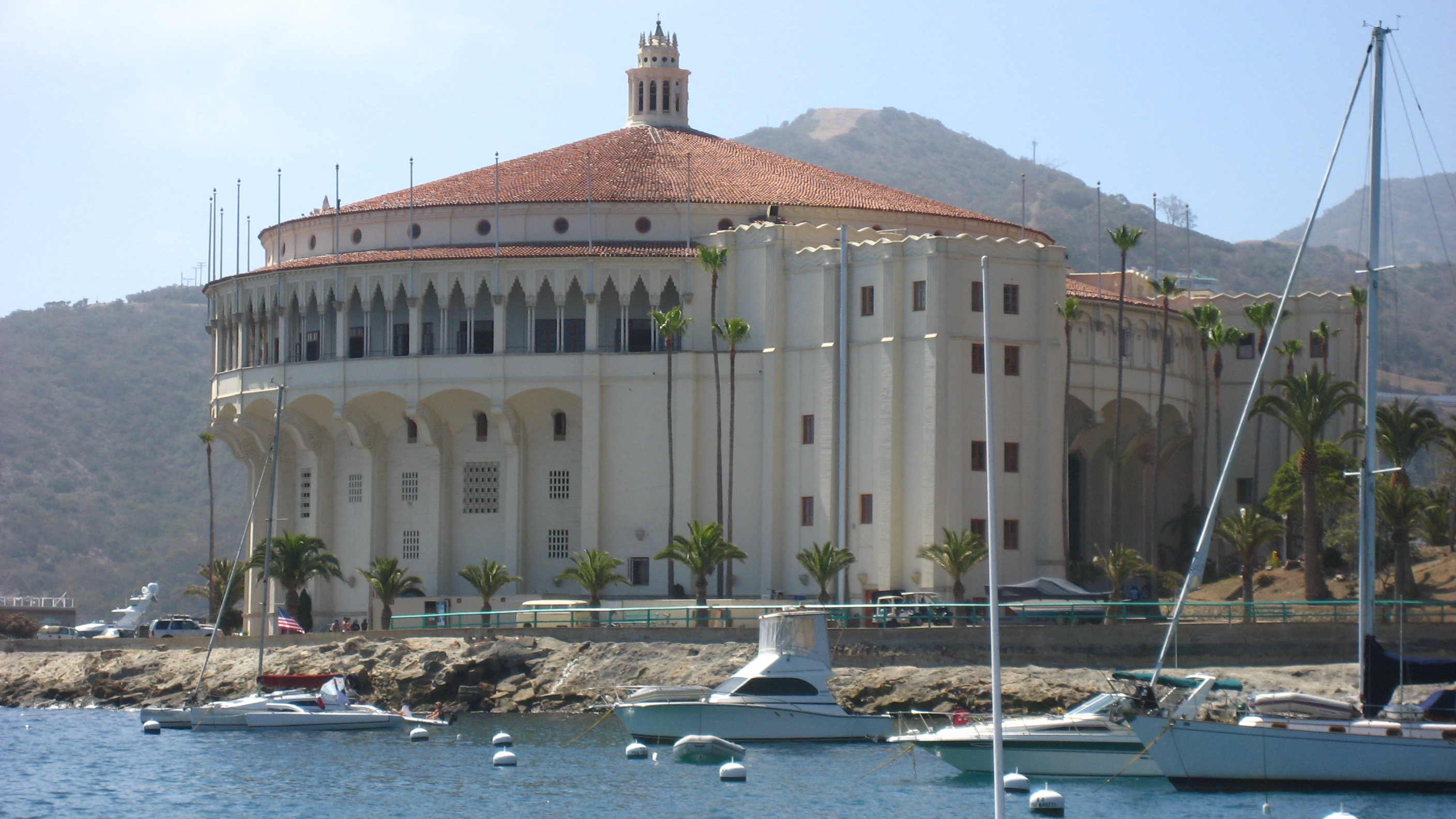
クリア後のタイトル画面に登場した、アビーが向かったと思われるカタリナ・カジノ。

### 地域
ジャクソン
ワイオミング州に位置するエリーらの住まう水力発電所を中心とした居住地。発電設備の復旧成功と住民の増加で前作よりも発展している。作中においては、ジャクソン編では木材運搬用のトラクター以外車は見うけられないので、近隣への移動は馬が利用されている模様。ライトが利用されていることを除いて西部開拓時代の文明レベルの生活を送っている。
シアトル
今作の主な舞台で、隔離地域の一つ。雨が多い街として有名で、作中の天気も大半が雨である。また、都市一つ丸ごとが範囲であるなど前作のボストンより遥かに巨大な隔離地域となっているが、感染封じ込めのための爆撃に加え、FEDRAとWLFの内戦による破壊行為によって建造物は崩落し、あちこちの道路と建物が陥没したり、水没して池や川になって寸断されているなどボストン以上に荒廃している。
FEDRAでさえ維持・防衛に苦労していた広大さが災いして内戦勝利後のWLFやセラファイトも全域を支配する程のリソースが不足している為、奪還を目指しているものの一時的に放棄された地域も多々あって自然に飲み込まれたり、感染者が跋扈している場所も多い。現在はWLFやセラファイト、感染者による三つ巴の抗争が日夜繰り広げられる危険地帯となっている。
エリー1日目で登場する、広場にあるオレンジの円形の屋根のFEDRAの垂れ幕がかかった建物は、「ロッテホテル シアトル」である。
ベインブリッジ島
ピュージェット湾にある、セラファイトの本拠地の村がある島。シアトル中心部の沖合に位置しており、シアトル水族館のほぼ対岸にある。かつては、製材と造船の中心地として栄えた地である。なお、本作ではベインブリッジ島のみが登場するが、「ベインブリッジアイランド」はワシントン州キットサップ郡にある広大な都市であり、島はまったく同名のベインブリッジアイランドと呼ばれている。
サンタバーバラ
カリフォルニア州南部に位置する景勝地として有名な小さな街で、本作の終盤における舞台。シアトルとは違い温暖な気候と爽やかな青空が特徴的な風光明媚な場所であり、軍も足を踏み入れてないため綺麗な風景や自然がそのまま残されているが、シアトルのような破壊は無いながらも街の殆どが放棄されて廃れてしまっている。
また、現在はラトラーズが実質的に支配しており、街にやって来た何も知らない旅人や流民を奴隷として捕獲しているため、それによって街に住み着いたり集落を築いたりする者はいない。行商人も沿岸部を通り過ぎるだけであり、彼らも「この地は呪われている」として恐れている。
かつてはこの街のコンスタンス通りにある一軒の家の地下に、再結成されたファイアフライの中継基地が存在していた。しかし、中継基地は全て引き払って人員も本部に撤収することが決まったために放棄されており、アビー達が辿り着いた頃には使われなくなってからしばらく経った後であった。
サンタバーバラ駅 ～ ラトラーズ本拠地
ラトラーズの本拠地のモデルは、ヒルトンのリゾートホテル (Hilton Santa Barbara Beachfront Resort)と思われるが、ドーム状の屋根が追加されているなど建物の形状などはかなり異なっている。また、ゲーム内ではサンタバーバラ駅のすぐ隣のマップとして配置されていたが、実際のヒルトンリゾートホテルはサンタバーバラ駅からは徒歩ルートで1.7キロ(徒歩21分)ほどの距離にある。ヒルトンの手前には、ラストでエリーとアビーが戦った海岸も存在する。
サンタ・カタリナ島
サンタバーバラより更に100km以上南東に位置するカリフォルニア州の島。本作ではクリア後のメニュー画面にしか登場せず、カタリーナ島のハミルトンビーチから北北西300mあたりの名もない海岸からアバロン湾方向のアングルと思われる。またドーム型の建物が見えるが、この付近にファイアフライの本拠地があるとされている。

### 組織
ワシントン解放戦線（WLF）
シアトルのスタジアム（ルーメン・フィールドがモデル）とその周辺を本拠地とする政治組織。人間の兵士だけでなく軍用犬も擁することから「ウルフ」の通称を持ち、文明度は高く、スタジアムで自給自足で農作物の生産や牧畜、銃弾の製造なども行っており、軍用車を何台も保有するなど設備も充実している。また、FEDRAを打倒してシアトル隔離地域を解放したレジスタンスを前身としている。所属する兵士には元ファイアフライ関係者も多く、もう一人の主人公であるアビーもここに属している。
また、現在はセラファイトと抗争中で過去にも何度か交戦するも敗れており、一時は休戦協定を結んだものの最近破棄されたようで、今度は本拠地である島を狙った総攻撃を計画して戦力を集結させている。終盤で遂にセラファイトの本拠地へ総攻撃を仕掛けるも、途中で司令官のアイザックを失った事で劣勢に立たされ、最終的には攻撃部隊がほぼ壊滅する大打撃を受けた。
セラファイト
シアトル近海の島を本拠地とする宗教団体。「預言者」と呼ばれる女性を神聖視しており、厳格な掟の下で原始的な生活を送っている。また、感染者を悪魔と呼び、長老と呼ばれる権力者達に少女を差し出す児童婚や顔に傷を入れる儀式、異端者の処刑のように野蛮な風習を持つため、カルト集団と見做されており、身体の何処かに傷を持つ事からWLFからは「スカー（Scar）」と言う蔑称で呼ばれている。
感染発生前の文明を拒否しており、古い時代のものは触れてはならないものとされているが、ライフルなど近代兵器を扱ったり、高層ビルの屋上に架けられた橋まで登るためのエレベーターの使用は可能など、兵士達は時と場合に応じて例外的に許可されている。また、WLFとは抗争状態にあり、兵力や装備では劣っているものの、巧みな用兵とゲリラ戦術で互角以上に渡り合っている。仲間との合図に口笛を用いている。
ストーリー終盤には、WLFが島に総攻撃を仕掛けてきた事で全面戦争に突入し、最終的には中枢である大集落「ヘイブン」を含めた島中を焼き払われる大打撃を受けた。
ラトラーズ
サンタバーバラの保養所に拠点を持つギャング集団。文明崩壊後の世界にあってフェイスシールド付きのヘルメットやボディアーマー、サプレッサー付きSIG MPXといった近代的な装備を運用しており、電力や食料も潤沢に用意されるなど出自は不明ながら単なる無法者集団に留まらない高い武力を有している。また、多数の流民を捕えて奴隷にしている他、見せしめも兼ねて感染した脱走者を鎖で繋いで番犬代わりにしたり、脱走者や反逆者を海岸で死ぬまで磔のまま放置するなど、無法者らしい残虐な性質を持つ。
アビーとレブがコンスタンス通りの使われなくなったファイアフライの拠点で本部との通信に成功し、家の外へ出てきたところを奇襲して二人を捕えたが、それを知ったエリーによって襲撃を受け、多くのメンバーを殺害された挙句、エリーとメンバーの一人が揉み合った際に隙を突いた囚人に鍵を奪われて脱走を許してしまう。最終的に、囚人達に武器を奪われて反乱を起こされたことによって壊滅した。
ファイアフライ
前作でマーリーンが率いていた反FEDRA抵抗組織。ユタ州のソルトレイクシティに本拠地を置いていた。リーダーであるマーリーンと医師であるジェリーのほか多数のメンバーがジョエルによって殺害され、エリーも奪還されたことによってワクチン開発の望みが絶たれ、人類が救われる可能性が絶望的となったことから、組織の行く末を決める投票の末に解散状態に陥っている。
解散後にアビーら一部のメンバーはシアトルに向かいWLFに加入したが、解散に納得しないメンバーはソルトレイクシティからカリフォルニアに移動して再びファイアフライを結成。再結成後の人数は約200人程であり、月に数人ずつ増えている。作中ではすべての人員が本拠地のサンタ・カタリナ島へと引き揚げている。
FEDRA（連邦災害対応管理庁）
シアトルを始めとした全米各地の隔離地域を旧アメリカ軍と共同で支配している組織。ボストンなどでは双方を一緒くたにして「軍」の通称でも呼ばれている。現在のシアトルでは廃墟と化した関連施設や朽ち果てた構成員の亡骸など、かつての痕跡を残すのみとなっている。パンデミックによる各地の混乱と政府の崩壊が起こる中で戒厳令が発令され、軍に感染していない人間を主要都市の検疫地帯に移すように命令し、結果として隔離地域が生まれるきっかけを作った。
その後、旧アメリカ軍と共同で隔離地域を統治するようになり、パンデミックの発生当時はシアトルでも感染対策で中心的役割を果たしていたが、他の都市同様に感染の拡大を押し留められず、隔離区域以外を放棄して強権的な支配体制を築き上げたため、武力を背景にした過酷な管理統治に反発したり、感染の拡大や配給の遅延などに不満を抱いた市民らがWLFを結成して武力蜂起を行い、町全体を巻き込んだ苛烈な内戦の末に敗北。一部が寝返った他は所属していた人員の大半がWLFによって虐殺され壊滅した。

## 製品展開

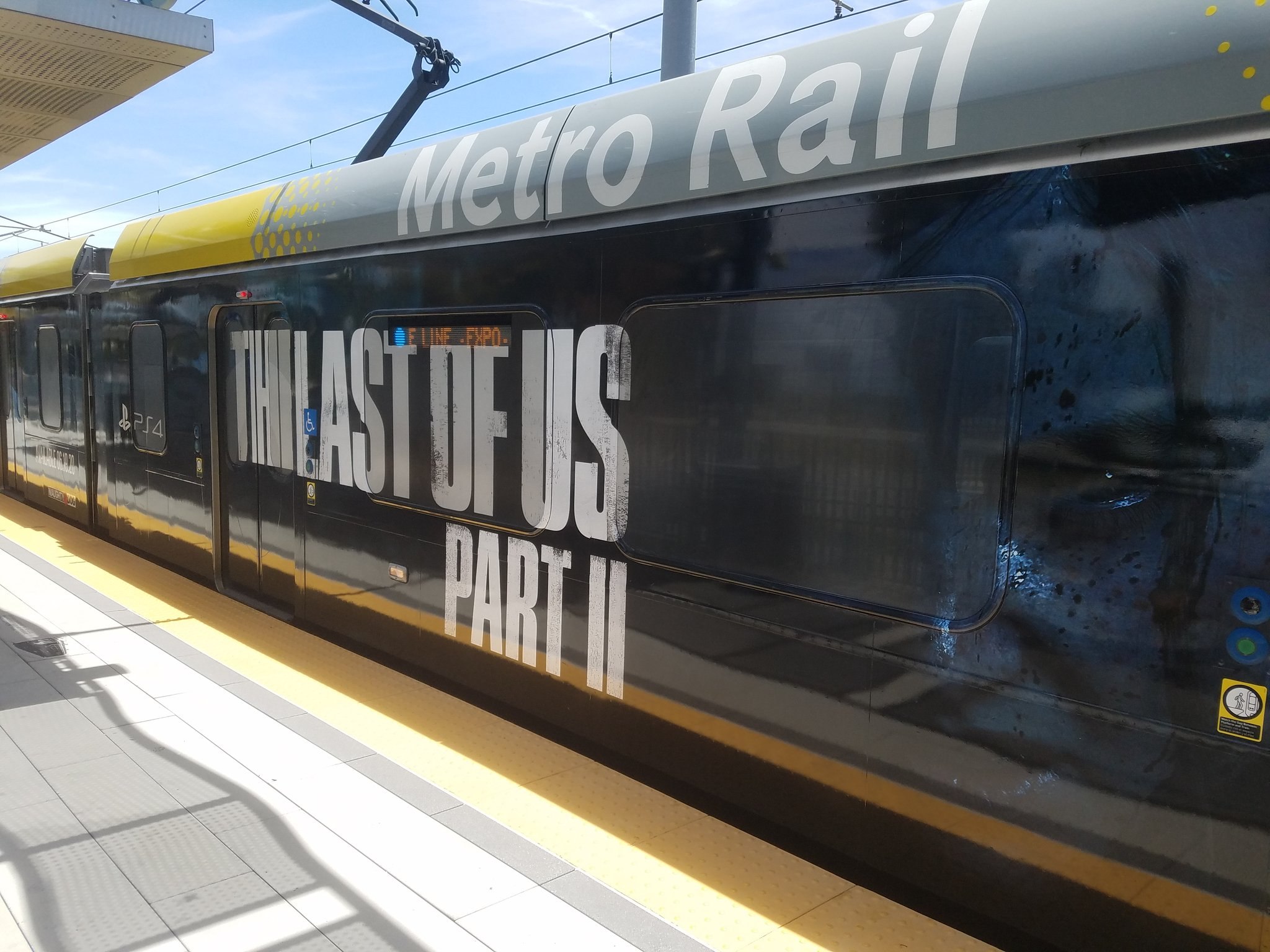
カルフォルニア州サンタモニカで撮影された、ロサンゼルス地下鉄のExpo Lineで、本作のラッピング広告がなされた電車

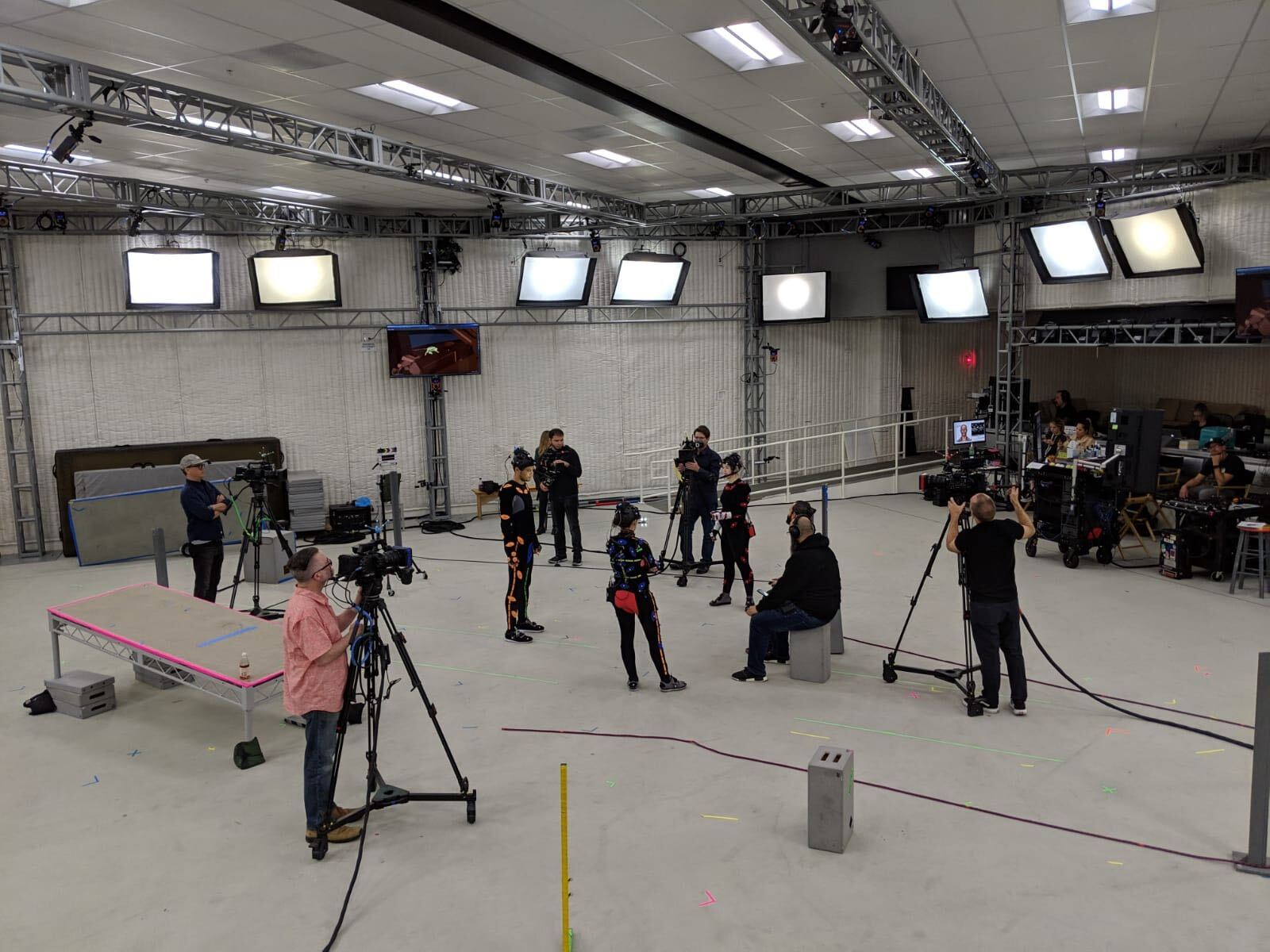
ロサンゼルスのプラヤビスタで開催された、本作のモーションキャプチャレコーディング風景。

- The Last of Us Part II STANDARD EDITION（パッケージ版）
- The Last of Us Part II DIGITAL DELUXE EDITION（ダウンロード版）
- The Last of Us Part II SPECIAL EDITION（パッケージ版）
  - ミニアートブック
  - スチールブックケース
  - PlayStation 4用ダイナミックテーマ
  - アバター6種類のセット
  - デジタルサウンドトラック
  - デジタルミニアートブック
- The Last of Us Part II COLLECTOR’S EDITION（パッケージ版）
  - ミニアートブック
  - スチールブックケース
  - 12インチ「エリー」スタチュー
  - リトグラフのアートプリント
  - エリーのブレスレット（レプリカ）
  - エナメル製ピンバッジ6種類のセット
  - ステッカー5種類のセット

## 販売
当初は、2020年2月21日の発売予定だったが新型コロナウイルスの影響で延期され、6月19日に発売された。

## 評価
週刊ファミ通1646号のクロスレビューで、10/9/10/10の40点満点中39点でプラチナ殿堂入りを果たした。
本作は賛否が分かれ、レビュー収集サイトのMetacriticでは批評家によるレビューが100点満点中94点であるのに対し、ユーザーによるレビューが低い時には10点満点中3.4点となった。またその対象となったメディアによるレビューのうち半数以上である44件が100点を付ける結果となった。以下、主な論点となったものとその意見、影響などについて述べる。

### 論争
ジョエルの死
前作の主人公であるジョエルの死は、トレイラーで察していたプレイヤーもいたものの、その死に様が凄惨でショッキングなものであったことが、本作の評価が分かれるものになった一因だとライターの角氏アランは分析している。ゲームディレクターのニール・ドラックマンが『ワシントンポスト』にて明かしたところによると、ジョエルの死に方は元々はナイフによる刺殺になる予定だったが、ナイフはエリーが前作から使い続けていたため、差別化を図るため別の凶器を用いることとなった。その際ドラッグマンは自身が16歳の頃に遭遇した事故に基づいて、ゴルフクラブを用いたと述べている。
アビーの存在
本作は2018年7月12日時点では、プレイアブルキャラクターがエリーのみだと説明されていた。しかしプレイヤーはゲームでジョエルの命を奪ったアビーの人生を体験することとなる。復讐を目的としたエリーの旅と違い得るもののあったアビーの旅により、プレイヤーは裏切られたような気持になったとライターの渡邉卓也は評している。

### 影響
脅迫
本作の発売以降、ノーティードッグとドラッグマン、そしてアビーの声を当てたローラ・ベイリーはインターネットで受けた嫌がらせや殺害予告、トランスジェンダー、同性愛、ユダヤ人へのヘイトを含むコメントの内容を公開し、それに対する自分たちのコメントを発表した。